# 小野梓記念賞
小野梓記念賞（おのあずさきねんしょう）は、早稲田大学が設けている学生褒賞。
同大学の中で最も名誉ある賞であり、東京専門学校（早稲田大学の前身）の創設に大隈重信と共に尽力した、政治学者である小野梓 の業績を記念して1958年に創設された賞である。

## 概要
東京専門学校の創設当時、日本唯一の高等教育機関であった東京大学では外国人教師による西洋の書物及び言語を用いた教えが主流であった。
また日本は徳川幕府が欧米諸国と締結した不平等条約の改正を急務としていた時代でもあった。そんな欧米志向に捉われていた日本の教育方針を嘆いた小野梓は、東京専門学校の開校式での祝辞でこう述べている。
外国語教師による外国語のみの教育ではなく、日本語による専門学術の教えを推進すべきであるという「学問の独立」を唱えた小野梓であったが、開校式の僅か3年余り後の1886年（明治19年）に33歳で亡くなり、のちの早稲田大学隆盛を見ることはできなかった。
しかし、小野梓が唱えた「学問の独立」は、1913年の創立30周年記念式典で宣明された「早稲田大学教旨」に明記され、今日に至るまで早稲田大学の根本精神として受け継がれている。
早稲田大学では小野梓の功績を讃え、建学の精神を顕揚することを目的に1958年に小野梓記念賞を制定。各年度内に学術、芸術、スポーツの三部門において顕著な成績を修め、学生の模範となるべき学生を表彰することとなった。
尚、1966年度から小野梓をモデルとした像が刻まれた銀製のメダルが授与されている。デザインを早稲田大学名誉教授・今井兼次が担当し、彫刻を東京教育大学教授・木村珪二が担当した。2007年度より早稲田大学創立125周年を記念して従来のより大きくし、重さを125ｇとした。メダルは純銀製で金メッキを施したものである。

## 小野梓記念賞 各賞受賞者
※ 尚、表記は全てにおいて小野梓記念賞受賞者一覧に基づくものとし、各年度の受賞者は早稲田大学 学生部サイト「小野梓記念賞」より出典する。

### 第1回（1959年（昭和34年））～第7回（1965年（昭和40年））

#### 第1回（1959年）
- 学術賞
  - 経研・博士課程 安田文一郎 : 「投資理論の研究」（修士論文）[4]
  - 法研・修士課程 牛山 積 : 「市民法と労務法における法的主体」（修士論文）[4]
  - 工研・博士課程 高橋 博 : 「非均質格子系の中性子輸送理論」（博士論文）[4]
- 芸術賞
  - 一文・仏文 3年 吉川 常子 : 詩「生活のうた」[4]
  - 一政・政治 4年 飯牟礼一臣 : 小説「アンペラの上の氷像たち」[4]
  - 一政・経済 4年 河出 朋久 : 短歌「我」[4]
- スポーツ賞
  - 教育・社会 3年 山中 毅[注 3] : 水泳部[4]

#### 第2回（1960年）
- 学術賞
  - 一文・国史 4年 塚田 博康 : 「醍醐寺三宝院庭園成立の研究」（卒業論文）[4]
  - 文研・修士課程 2年 上野 理 : 「後拾遺和歌集成立論」（修士論文）[4]
  - 一文・国史 4年 上杉 允彦 : 「所謂辺境日本における封建制の成立」（卒業論文）[4]
  - 法研・修士課程 2年 石渡 利康 : 「国際法における権利濫用の現段階」（修士論文）[4]
- 芸術賞
  - 推薦作品の提出なし[4]
- スポーツ賞
  - 二商 3年 大崎 剛彦 : 水泳部[4]
  - 二政 4年 見谷 昌禮 : スキー部[4]
  - 二商 4年 伊東 靖倖 : ボクシング部[4]

#### 第3回（1961年）
- 学術賞
  - 商研・博士課程 4年 石塚 博司 : 「原価計算目的と原価概念」[4]
  - 法研・修士課程 2年 北野 弘久 : 「租税法律主義の具体的内容の理論の構成と展開」[4]
  - 文研・修士課程 2年 土居 淑子 : 「沂南画像石墓年代考」[4]
- 芸術賞
  - 一文・国文 3年 佐々木 幸綱[注 4] : 「自選短歌」[4]
  - 二文・美術 3年 山浦 弘靖 : テレビドラマ「賊殺」 [4]
- スポーツ賞
  - 教育 4年 吉無田春男 : 水泳部[4]
  - 二商 4年 松井 孝 : スキー部[4]
  - 二商 4年 三木 孝志 : 競走部 [4]
  - 二政・政治 3年 中川 清 : 水泳部[4]
  - 二法 3年 木村 興治 : 卓球部[4]
  - 二商 2年 新保 茂 : 相撲部[4]
  - 二政・経済 石幡 忠雄 : スケート部[4]

#### 第4回（1962年）
- 学術賞
  - 政研・修士課程 修了 白鳥 令 : 「ジョン・ロック政治理論の再検討」（修士論文）[4]
  - 文研・修士課程 修了 藤家礼之助 : 「曹魏の屯田制」（修士論文）[4]
- 芸術賞
  - 一商 4年 島田 開[注 5] : シナリオ「虚」[4]
- スポーツ賞
  - 教育・社会 4年 梅本 利三 : 水泳部[4]
  - 教育・教育 1年 松本健次郎 : 水泳部[4]
  - 二商 1年 益田 弘二 : ボクシング部 [4]

#### 第5回（1963年）
- 学術賞
  - 政研・修士課程 修了 土田 英俊 : 「オリゴマーに関する研究」（博士論文）[4]
  - 一文・西洋史 卒業 堀田 秀夫 : 「ロシアの汎スラヴ主義の考察」（卒業論文）[4]
  - 工研・博士課程 2年 斧田 一郎 : 「鉄鋼に及ぼすウランの影響に関する研究」（修士論文） [4]
  - 法研・修士課程 2年 清水 悦子 : 「会社史を通じてみたわが国新株発行の歴史」（修士論文）[4]
- 芸術賞
  - 推薦作品の提出なし[4]
- スポーツ賞
  - 二商 4年 黒松 和子 : 庭球部[4]
  - 二政 4年 岡部 幸明 : 水泳部[4]
  - 二商 3年 土佐 忠雄 : 水泳部[4]
  - 二文・社会 1年 福原 美和 : スケート部[4]
  - 二商 4年 柄沢 正夫 : ボクシング部[4]
  - 団体 : ア式蹴球部[注 6][4][5]

#### 第6回（1964年）
- 学術賞
  - 文研・修士課程 修了 浅井 朋子 : 「ミケランジェロのメディチ礼拝堂について」（修士論文）[4]
  - 一文・社会 4年 丹下 隆一 : 「エミール・デュルケムについて」（卒業論文）[4]
  - 一文・東洋哲学 4年 伊藤 瑞叡 : 「華厳如来性起経の位置成立および受用」（卒業論文）[4]
- 芸術賞
  - 一文・仏文 2年 沢崎 磯子 : 詩集「なんでもない風」[4]
- スポーツ賞
  - 二商 4年 渡辺 功 : 庭球部[4]
  - 二商 4年 藤澤 隆 : スキー部[4]
  - 二商 4年 白鳥 金丸 : ボクシング部[4]
  - 二商 4年 池田 健二 : 剣道部[4]
  - 教育・社会教育 2年 岩崎 邦宏 : 水泳部[4]
  - 教育・社会教育 2年 飯島 秀雄[注 7]: 競走部[4]

#### 第7回（1965年）
- 学術賞
  - 教育・地歴 4年 小和田 哲男[注 8][6]: 「城下町成立過程の研究」（卒業論文）[4]
- 芸術賞
  - 推薦作品の提出なし[4]
- スポーツ賞
  - 団体 : ラ式蹴球部[注 9][4][7]

### 第8回（1966年（昭和41年））～第17回（1975年（昭和50年））

#### 第8回（1966年）
- 学術賞
  - 受賞候補作品否決[8]
- 芸術賞
  - 一文・独文 4年 吉井 亜彦 : 詩集「獣の痛み」[8]
- スポーツ賞
  - 二商 4年 鯨井 芳江 : 庭球部[8]
  - 二商 4年 北村 淳子 : 庭球部[8]
  - 団体 : ア式蹴球部[8]

#### 第9回（1967年）
- 学術賞
  - 文研・博士課程 1年 清田 義英 : 「中世寺院制度の研究」[8]
  - 一文・東洋哲学 4年 清水 宏祐 : 「歎異抄の一考察」[8]
- 芸術賞
  - 受賞候補作品否決[8]
- スポーツ賞
  - 受賞候補者否決[8]

#### 第10回（1968年）
- 学術賞
  - 受賞候補作品否決[8]
- 芸術賞
  - 推薦作品の提出なし[8]
- スポーツ賞
  - 教育・体育 4年 小塚 嗣彦[注 10] : スケート部[8]
  - 社学 3年 中川 良夫 : 柔道部[8]

#### 第11回（1969年）
- 学術賞
  - 工研・博士課程 1年 菊地 大麓 : 建築設計作品「青年センター」[8]
- 芸術賞
  - 文研・修士課程 3年 太田 正一 : 長編詩「頭痛天体交響楽」[8]
- スポーツ賞
  - 教育・体育 4年 坂井 利郎[注 11] : 庭球部[8]
  - 社学 4年 田阪登紀夫 : 卓球部 [8]

#### 第12回（1970年）
- 学術賞
  - 文研・博士課程 1年 大内 宏一 : 「シュトレーゼマンの時代」（修士論文）[8]
  - 商研・修士課程 2年 鳥羽 至英 : 「会計監査生成発達史論」（修士論文）[8]
- 芸術賞
  - 推薦作品の提出なし[8]
- スポーツ賞
  - 教育・体育 4年 有働 徹 : 水泳部[8]
  - 社学 3年 高田 康雄 : 水泳部[8]

#### 第13回（1971年）
- 学術賞
  - 推薦作品の提出なし[8]
- 芸術賞
  - 一文・文芸 4年 荒川 洋治 : 詩集「娼婦論」[8]
- スポーツ賞
  - 教育・体育 4年 沢 正治郎 : 水泳部[8]
  - 教育・教育 4年 小沢由紀子 : 漕艇部[8]
  - 教育・体育 4年 長谷川恒夫 : レスリング部[8]
  - 教育・体育 1年 中野 秀樹 : スキー部[8]
  - 団体 : ラグビー蹴球部[8]

#### 第14回（1972年）
- 学術賞
  - 文研・博士課程 1年 岸本 良彦 : 「呂氏春秋の思想史的研究」（修士論文）[8]
  - 法研・博士課程 1年 鎌田 薫 : 「フランス不動産譲渡法の史的考察」[8]
- 芸術賞
  - 工研・修士課程 2年 亀井 正弘 : 建築設計作品「住宅団地に建つ老人ホーム」ほか2作品＜協力：佐藤 達郎・豊田 悟（共に工研・修士課程）＞[8]
- スポーツ賞
  - 一文・美術史学 5年 張 晴玲 : 庭球部[8]
  - 教育・体育 4年 磯貝 頼秀 : レスリング部[8]

#### 第15回（1973年）
- 学術賞
  - 法研・修士課程 1年 早川 弘道 : 「ロシア革命と憲法制定議会-ソヴェト憲法研究序説」（修士論文）[8]
  - 政研・修士課程 5年 堀 真清 : 「西田税における国家改造意識の形成と展開-1927年の天剣党事件までを中心とした-」（修士論文）[8][9]
  - 経研・修士課程 3年 井上 孝 : 「垂直的価格拘束と垂直的価格形成」（修士論文）[8]
- 芸術賞
  - 推薦作品の提出なし[8]
- スポーツ賞
  - 教育・体育 4年 太田 武男 : 自転車部[8]
  - 団体 : ラグビー蹴球部[8]
  - 団体 : ア式蹴球部[8]

#### 第16回（1974年）
- 学術賞
  - 工研・博士課程 3年 西出 宏之 : 「POLYMER METAL COMPLEXES AND THEIR CATALYTIC MECHANISMS IN OXIDATIVE POLYMERIZATION」[注 12][8]
- 芸術賞
  - 推薦作品の提出なし[8]
- スポーツ賞
  - 教育・体育 4年 石沢 隆夫 : 競走部[8]
  - 理工・電通 2年 鶴原 茂徳 : 漕艇部[8]
  - 教育・体育 2年 田中 正男 : 漕艇部[8]
  - 教育・社会 1年 小杉浩一郎 : 漕艇部[8]
  - 団体 : 野球部[8]
  - 団体 : ア式蹴球部[8]
  - 団体 : ラグビー蹴球部[8]

#### 第17回（1975年）
- 学術賞
  - 受賞候補作品否決[8]
- 芸術賞
  - 推薦作品の提出なし[8]
- スポーツ賞
  - 教育・社会 4年 大塚 猛 : 弓道部[8]
  - 教育・体育 4年 待島 明史 : 庭球部[8]
  - 団体 : 合気道部[8]

### 第18回（1976年（昭和51年））～第25回（1983年（昭和58年））

#### 第18回（1976年）
- 学術賞
  - 法研・博士課程 4年 石田 眞 : 「イギリス労働法の歴史的研究-自由放任主義断崖における『主従法』と『団結法』の展開過程を中心にして」[10]
- 芸術賞
  - 二文・文芸 4年 松本 勝義 : 詩集「往還」[10]
  - 二文・文芸 4年 高橋 秀男 : 詩集「石中歌」[10]
- スポーツ賞
  - 工研・修士課程 2年 鳥羽 博司 : 理工・漕艇部[10]
  - 教育・体育 4年 西尾 茂之 : 庭球部[10]
  - 団体 : 卓球部[10]

#### 第19回（1977年）
- 学術賞
  - 法研・後期課程 3年 首藤 重幸 : 「行政法における信義則の展開の一性格」[10]
  - 法研・前期課程 2年 水島 朝穂 : 「西ドイツ政党禁止法則の憲法的問題性-ボン基本法第21条第2項を中心に-」[10]
- 芸術賞
  - 工研・前期課程 1年 片岡 博之 : 「古都鎌倉計画トラディショナル・コミューン」[10]
- スポーツ賞
  - 受賞候補者否決[10]

#### 第20回（1978年）
- 学術賞
  - 政研・前期課程 6年 千葉 真 : 「ラインホールド・ニーバーの政治倫理思想-キリスト教現実主義-」[10]
  - 工研・後期課程 修了 岡本 眞一 : 「都市大気汚染の数式モデルに関する研究」[10]
- 芸術賞
  - 工研・前期課程 2年 赤坂 喜顕[注 13][11] : NIAE第7回ウィリアム・ヴァン・アレン記念国際競技設計「ローマ・サンピエトロ広場における建築的介在」[10]
  - 工研・前期課程 2年 湯山 康樹・小田恵介・南部 真 : 日本建築学会競技設計「買物空間」[10]
  - 団体 : 交響楽団 : カラヤン財団主催 第5回国際青少年オーケストラ大会において舞踊曲「春の祭典」他を演奏して第1位入賞[10]
- スポーツ賞
  - 教育・体育 4年 柳館 毅 : 水泳部[10]
  - 教育・体育 4年 原 秀章 : 水泳部[10]
  - 教育・体育 3年 瀬古 利彦[注 14][12] : 競走部[10]

#### 第21回（1979年）
- 学術賞
  - 推薦作品の提出なし[10]
- 芸術賞
  - 工研・前期課程 1年 栗田正樹 : NIAE第8回ウィリアム・ヴァン・アレン記念国際競技設計2等入選「サントリニ島に建つミノア文明の研究センター計画」[10]
  - 工研・前期課程 2年 古谷 誠章 : 新建築住宅設計競技 1979年1等最優秀吉岡賞「カール・フリードリッヒシンケルのための家」[10]
- スポーツ賞
  - 教育・体育 4年 太田 章 [注 15]: レスリング部[10]
  - 教育・体育 4年 瀬古 利彦 : 競走部[10]
  - 教育・体育 4年 藤森 良文 : 競走部[10]
  - 教育・体育 4年 樺谷 博 : 水泳部 [10]

#### 第22回（1980年）
- 学術賞
  - 工研・前期課程 2年 大橋 達也 : 「Effective Intractions between the Swift Ion Pair near the Solid Surface（固体表面のイオン対間の有効相互作用）」[10]
- 芸術賞
  - 工研・前期課程 1年 村松 基安 : 「桂離宮-引き離された関係 離宮から永遠のヴィラへすべての要素は飛石のごとく」（共同者：赤坂 喜顕）[10]
  - 工研・前期課程 1年 菅野 忠司 : 「上水道情報センター計画」[10]
- スポーツ賞
  - 教育・体育 4年 小田切 世公 : スキー部[10]

#### 第23回（1981年）
- 学術賞
  - 政経・経済卒業 平野 克己 : 「大脳生理接近法による経済体制論」[注 16][10][13]
  - 工研・後期課程修了 大石 進一 : 「非線形波動現象ソリトンに関する解析的研究」[10]
- 芸術賞
  - 工研・前期課程 1年 山崎 隆盛 : 「越後上布工房計画」[10]
- スポーツ賞
  - 教育・体育 5年 白戸 仁 : 庭球部[10]
  - 一文・社会 5年 桜井 克実 : 山岳部[10]
  - 理工・土木 5年 岩田 修 : 山岳部[10]

#### 第24回（1982年）
- 学術賞
  - 推薦作品の提出なし[10]
- 芸術賞
  - 推薦作品の提出なし[10]
- スポーツ賞
  - 教育・体育 4年 磯 繁雄 : 競走部[10]
  - 教育・体育 4年 大森 重宜 : 競走部[10]
  - 教育・体育 5年 大西 儀朋 : 庭球部[10]
  - 二文・文芸 3年 大貫 映子 : 個人[10]

#### 第25回（1983年）
- 学術賞
  - 教育・地学 4年 服部 幸司 : 「後期白亜紀 Democeras類アンモナイトの進化学的研究」（卒業論文）[10]
  - 政研・前期課程 2年 斎藤 純一 : 「イエナ期ヘーゲル政治哲学の研究-実践哲学の形成をめぐって-」（修士論文）[10]
  - 文研・前期課程 2年 Gregory M.Pflugfelder [14] :「地方における女子参政権獲得運動の成立と展開-婦選獲得同盟秋田支部の場合-」（修士論文）[10]
- 芸術賞
  - 推薦作品の提出なし[10]
- スポーツ賞
  - 受賞候補者否決[10]

### 第26回（1984年（昭和59年））～第29回（1987年（昭和62年））

#### 第26回（1984年）
- 学術賞
  - 工研・前期課程 2年 関根 正人 : 「掃流砂に関する基礎的研究」[15]
- 芸術賞
  - 工研・前期課程 2年 飯島 洋一 : 「A MUSEUM AND CULTURAL CENTER IN HAIFA」（建築設計）[15]
  - 工研・前期課程 2年 橋本 純 :「あすの住まい」（建築設計）[15]
  - 工研・後期課程 1年 斉藤 真一 :「表現の射程」[15]
- スポーツ賞
  - 教育・体育 4年 秋山 康範 : スキー部[15]
  - 教育・数学 卒業 飯田 和雄 : 航空部[15]
  - 団体 : 競走部[15]

#### 第27回（1985年）
- 学術賞
  - 文研・修士課程 2年 岡 洋樹 : 「乾隆期清朝のハルハ=モンゴル支配」（修士論文）[15]
  - 工研・博士後期課程 2年 餘利野 直人 : 「電力系統におけるパラメータ共振の可能性と系統安定度の関係についての研究」[15][注 17][注 18]
  - 工研・博士後期課程 3年 菅野 重樹 : 「ミュージシャンロボット WABOT-2 運動系の開発研究」[15][注 19][注 20]
- 芸術賞
  - 理工・建築 2年 岸 大武郎 : 「水平線にとどくまで」（ストーリー漫画）[15]
  - 工研・修士課程 1年 細川 忠政・有賀 隆・市川 均・大村 藤子・佐藤 哲也・野中 勝利 : 「戦後大規模住宅地の更新 都営村山団地の解体と再生」[15]
  - 工研・修士課程 2年 西森 隆雄 : 「RESERCH CENTER FOR THE HISTORY OF THE THIRD REICH AND A PARK, BERLIN」（建築設計）[15]
- スポーツ賞
  - 教育・体育 4年 木下 哲彦[注 21] : 競走部[15]
  - 団体 : 航空部[15]

#### 第28回（1986年）
- 学術賞
  - 推薦作品の提出なし[15]
- 芸術賞
  - 一文・文芸 4年 金子 千佳 : 詩集「遅刻者」[15]
  - 一文・文芸 4年 渡辺 淑子 : 詩集「Fの残響」[15]
  - 文研・博士後期課程 6年 諸星 和大 : 詩集「あいさつ」[15]
  - 工研・修士課程 2年 高橋 喜人 : 建築設計「300/300/300」一辺300フィートの立方体の中の住宅プロジェクト[15]
  - 団体 : 交響楽団 : 「ヨーロッパ5ヵ国20都市における演奏活動」（自 1988年2月10日 至 同年3月24日）[15]
- スポーツ賞
  - 団体 : 庭球部[15]

#### 第29回（1987年）
- 学術賞
  - 文研・修士課程 4年 山田 均 : 「タイ仏教僧団の研究」[15]
  - 工研・博士後期課程 1年 徳永 隆治 : 「電子回路のchaos」[15]
- 芸術賞
  - 一文・文芸 4年 山崎 由佳 : 「ヴィナスの傷痕」（小説）[15]
  - 社学 5年 杉本 映二 : 「東京不動産キッズ」（小説）[15]
  - 工研・修士課程 2年 米田 正彦 : 「Playhouse in Amsuterdam」（建築設計）[15]
- スポーツ賞
  - 教育・体育 4年 松田 成利 : 水泳部[15]
  - 教育・体育 4年 奥野 景介 : 水泳部[15]
  - 教育・体育 3年 佐藤 浩志 : 水泳部[15]
  - 人科・スポーツ 1年 藤原 勝教 : 水泳部[15]
  - 教育・体育 3年 小野寺 剛 : 軟式庭球部[15]
  - 教育・体育 4年 神崎 公宏 : 軟式庭球部[15]
  - 団体 : 庭球部[15]、ラグビー蹴球部[15]、ホッケー部[15]、合気道部[15]、理工漕艇部[15]

### 第30回（1988年（昭和63年））～第33回（1991年（平成3年））

#### 第30回（1988年）
- 学術賞
  - 一文・人文 5年 坂倉 裕治 : 「ルソーの人間形成論」[16]
- 芸術賞
  - 二文・文芸 6年 人森 美知子 : 小説「コノセプシオン？-あるいは6人のこどもたちへ-」[16]
- スポーツ賞
  - 教育・体育 4年 十橋 登志久 : 庭球部[16]
  - 教育・体育 4年 布施 俊二 : 庭球部[16]
  - 教育・体育 4年 板橋 剛 : 水泳部[16]
  - 人科・スポーツ 1年 荻原 健司[注 22] : スキー部[16]
  - 人科・スポーツ 2年 河野 孝典[注 23] : スキー部[16]
  - 団体 : 庭球部[16]、漕艇部[16]

#### 第31回（1989年）
- 学術賞
  - 商 4年 高橋 慶久 : 「北海道の地域構造と交通体系-地方の時代へ向けて-」[16]
- 芸術賞
  - 工研・修士課程 1年 黄 国鳳・志澤 昌彦・鈴木 啓史・千葉 一輝・中野 知之・長野 吉晴・乗松 実 : 建築設計「THE FLOWING METROPOLIS」[16]
  - 工研・修士課程 1年 加藤 詞史 : 建築設計「都市の滝」[16]
  - 工研・博士後期課程 1年 岡田哲史 : 新建築住宅国際設計競技1989 課題「ディス・プログラミング」[16]
  - 一文・文芸 4年 引間 徹 [注 24]: 小説「塔」[16]
  - 一文・文芸 5年 高木 敏光 : 小説「ル・ポーズ」[16]
- スポーツ賞
  - 教育・体育 4年 池田 克美 : 競走部[16]
  - 教育・体育 4年 佐藤 睦浩 : スケート部[16]
  - 教育・体育 4年 佐々木 一昭 : 自転車部[16]
  - 理工・機械 卒業 古市 安利 : 航空部（1989年3月卒業）[16]
  - 教育・体育 4年 岡田 純一 : ウェイトリフティング部[16]
  - 理工・機械 4年 谷繁 強志 : 合気道部[16]
  - 一文・仏文 4年 吉田 英和（他14名）: 漕艇部[16]
  - 団体 : 庭球部[16]

#### 第32回（1990年）
- 学術賞
  - 文研・博士後期課程 1年 土屋 睦廣 : 「ティマイオスにおけるプラトンの物体論」[16]
- 芸術賞
  - 一文・文芸 4年 材木谷 敦 : 詩集「くらいうた」[16]
- スポーツ賞
  - 人科・スポーツ 4年 関戸 恵美 : 水泳部[16]
  - 人科・スポーツ 4年 武田 聡 : 水泳部[16]
  - 人科・スポーツ 3年 荻原 健司 : スキー部[16]
  - 人科・スポーツ 4年 水野 将嘉 : レスリング部[16]
  - 人科・スポーツ 4年 豊岡 弘 : 自転車部[16]
  - 団体 : 漕艇部[16]、水泳部[16]

#### 第33回（1991年）
- 学術賞
  - 法研・博士後期課程 1年 愛敬 浩二 : 「近代立憲主義思想の原像-ロック政治思想の歴史的研究を素材として-」[16]
  - 法研・修士課程 2年 本久 洋一 : 「フランスにおける『労働契約』の誕生」[16]
  - 工研・修士課程（1991年3月修了） 江口 敦士 : 「フレッシュコンクリートのワーカービリチーに関する基礎的研究-レオロジーに基づく評価方法をめぐって-」[16]
  - 政研・修士課程 2年 赤崎 光司 : 「公害行政における政府間関係」[16]
  - 工研・修士課程 2年 大塚 彰 : 「極高真空用電離真空計の試作」[16]
  - 教育・地学 5年 永沼 浩一 : 「リモートセノシングによる植生散在地域の岩相識別-カテゴリー分解法によるピクセル内混在植生の除去-」[16]
- 芸術賞
  - 二文・文芸 4年 柳沢 耕平 : 小説「丘の上の馬鹿」[16]
  - 工研・博士後期課程 3年 岡田 哲史、修士課程 3年 竹池 一秀・2年 豊田 恒行・1年 鬼沢 仁志・高橋 潤・牟禮 達意 : 「都市と港の新しい関係」横浜アーバンデザイン国際コンペ（共同通信）[16]
- スポーツ賞
  - 人科・スポーツ 4年 渡辺 健司 : 水泳部[16]
  - 人科・スポーツ 4年 矢野 泰司 : 水泳部[16]
  - 人科・スポーツ 4年 山本 聡 : 競走部[16]
  - 人科・スポーツ 4年 荻原 健司 : スキー部[16]
  - 人科・スポーツ 4年 白川 一枝 : スキー部[16]
  - 人科・スポーツ 4年 小堀 恭之 : アイスホッケー部[16]
  - 人科・スポーツ 4年 桝川 浩司 : アイスホッケー部[16]
  - 商 4年 大倉 智 : ア式蹴球部[16]
  - 人科・スポーツ 4年 出野 晴信 : フェンシング部[16]
  - 人科・スポーツ 5年 石沢 常光 : レスリング部[16]

### 第34回（1992年（平成4年））～第37回（1995年（平成7年））

#### 第34回（1992年）
- 学術賞
  - 文研・修士課程 3年 沖 清豪 : 「イギリスにおける親と学校との関係についての考察-1979年～1990年のサッチャー政権下の教育政策を中心に-」[17]
  - 工研・博士後期課程 1年 石上 嘉康 : 「離散幾何学における封じ込め問題の研究」[17]
  - 人研・修士課程 2年 掛山 正心 : 「脳の性分化における縫線核の役割」[17]
- 芸術賞
  - 一文・文芸 5年 本間 美紀 : 創作小説「Horizon」[17]
- スポーツ賞
  - 人科・スポーツ 4年 渡邉 高博 : 水泳部[17]
  - 人科・スポーツ 5年 荻原 次晴[注 25] : スキー部 [17]
  - 人科・スポーツ 4年 岡田 直人 : スキー部[17]
  - 教育・社会科 2年 八木沼 純子[注 26] : スケート部[17]
  - 人科・スポーツ 4年 関 政明 : ボクシング部[17]
  - 人科・スポーツ 4年 五味 さおり : 自転車部[17]
  - 人科・スポーツ 4年 山児 和久 : 漕艇部[17]
  - 人科・スポーツ 4年 市川 将光 : 漕艇部[17]
  - 法 4年 武田 英之 : 漕艇部[17]
  - 人科・スポーツ 4年 横江 由希子 : 漕艇部[17]
  - 人科・スポーツ 4年 藤本 隆宏[注 27] : 水泳部[17]
  - 人科・スポーツ 4年 バンデワーレ泰広 : 水泳部[17]

#### 第35回（1993年）
- 学術賞
  - 政研・修士課程 2年 遠藤 美奈 : 「フィンランド憲法における基本権規定改正の動き-1992年基本権委員会報告書を中心に-」[17]
  - 工研・博士後期課程 1年 西坂 崇之 : 「筋フィラメントの滑り運動メカニズム」[17]
  - 教育・教育 4年 齋藤 雅志 : 「明治期以降の我が国における学校用務員に関する一考察」[17]
- 芸術賞
  - 工研・修士課程 1年 伊藤 宏樹 : CADを用いての設計及び表現による「現代のさや堂」A案ほか一連の作品[17]
- スポーツ賞
  - 教育・国語国文 3年 原田 夏希 : 庭球部[17]
  - 人科・スポーツ 1年 漢人 陽子[注 28] : 水泳部[17]
  - 人科・スポーツ 4年 糸井 統[注 29] : 水泳部[17]
  - 人科・スポーツ 4年 佐藤 恵美子 : スキー部[17]
  - 人科・スポーツ 4年 丸山 有紀 : スキー部[17]
  - 教育・社会科 3年 八木沼 純子 : スケート部[17]
  - 人科・スポーツ 6年 荒澤 義寛 : スケート部[17]
  - 人科・スポーツ 4年 仲見 真樹 : スケート部[17]
  - 人科・スポーツ 5年 三谷 大和 : ボクシング部[17]
  - 人科・スポーツ 4年 塩原 正長 : 自転車部[17]
  - 団体 : 庭球部[17]、競走部[17]、バドミントン部[17]

#### 第36回（1994年）
- 学術賞
  - 文研 93年度修士課程修了 河野 貴美子 : 『日本霊異記』と中国の伝承-道場法師説話とその周辺-[17]
  - 一文 東洋哲学 4年 原 克昭 : 熱田社における本地説の展開-『神道集』「熱田大明神事」を中心として-[17]
  - 一文・中国文学 4年 門田 庸宏 : 中国近代長篇小説の構造-＜子夜＞と＜Le Rouge et le Noir＞を中心に-[17]
  - 法研・修士課程 3年 三宅 雄彦 : 憲法規範の特殊構造と憲法規範の解釈方法-H・J Kochの分析的理由づけ理論について-[17]
  - 社学 5年 大矢 理太郎 : 研究題目 都市近郊農地の保全と地方分権-規制見直しの進む「見沼田んぼ」（埼玉）-[17]
- 芸術賞
  - 教育・国語国文 4年 奥江 靖紀 : 書道「古今集仮名序」[17]
  - 人科・人間健康 5年 又吉 真也[注 30] : 「バガージマヌパナス」（小説）[17]
  - 人研・修士課程 2年 河合 隆史 : 立体映像・立体音響・環境芳香・舞台美術を統合したシアター型マルチメディアソフト作品 "Yasushi Nyorai"[17]
- スポーツ賞
  - 人科・スポーツ 4年 澁田 紀子 : 漕艇部[17]
  - 人科・スポーツ 1994年卒 武井 隆次[注 31] : 競走部[17]
  - 教育・地歴 4年 大野 知子 : 卓球部[17]
  - 教育・教育心理 4年 若狭 直美 : 漕艇部[17]
  - 人科・スポーツ 4年 大野 元 : 水泳部[17]
  - 団体 : 競走部[17]、ア式蹴球部[17]、自動車部[17]、航空部[17]

#### 第37回（1995年）
- 学術賞
  - 政研・修士課程 2年 力竹 尚子 : メディアとしての写真-近代的視覚性における政治社会的効用-[17]
  - 政研・修士課程 2年 渡邊 亙 : 議会と政府の権限配分-「国家指導」の領域をめぐるドイツ国法学の議論-[17]
  - 法研・博士後期課程 1年 森 稔樹 : 行政行為の附款の法理[17]
  - 文研・修士課程 2年 国分 俊宏[18] : レーモン・ルーセルの一人称[17]
  - 人科研・修士課程 2年 上久保 恵美子 : 聴覚障害者の社会活動のための言語媒体の有効性[17]
  - 一文 4年 山田 光洋 4年 出土楽器の考古学-日本の音楽考古学の現状と課題-[17]
  - 工研・博士後期課程 2年 戸川 望 : Maple-opt. A Sumiltaneous Technology Mapping Placement, and Global Routing Algorithm for FPGAs with Performance Opumization[注 32][17]
  - 工研・修士課程 2年 澤口 隆 : Inverted ductile shear movement of the Horoman perdotite complex in the Hidaka metamorphic belt, Hokkaido, Japan[注 33][17]
  - 工研・修士課程 2年 岩楯 好昭 : 繊毛運動制御とエキソサイトーシス-その肉食性単細胞生物（Didinium）の細胞モデルによる研究-[17]
  - 工研・修士課程 2年 鈴木 慎吾 : 相対論的天体力学とカオス-Schwarzschild時空内のスピン粒子-[17]
- 芸術賞
  - 政経 5年 伊藤 学[注 34]: 小説「助手席にてグルグル・ダンスを踊って」第32回文藝賞（河出書房新社）[17]
- スポーツ賞
  - 人科・スポーツ 4年 齋藤 俊秀 : ア式蹴球部[17]
  - 人科・スポーツ 4年 冨井 彦 : スキー部[17]
  - 人科・スポーツ 4年 廣島 和彦 : 自転車部[17]
  - 人科・スポーツ 1994年卒 山田 和由 : スキー部[17]
  - 人科・スポーツ 5年 山本 雅志 : 水泳部[17]
  - 人科・スポーツ 4年 渡辺 康幸[注 35] : 競走部[17]
  - 教育・教育 2年 黒鳥 文絵[注 36] : 水泳部[17]
  - 社会・社会科学 4年 天谷 満博 : レスリング部[17]
  - 団体 : 競走部[17]

### 第38回（1996年（平成8年））～第40回（1998年（平成10年））

#### 第38回（1996年）
- 学術賞
  - 法研・修士課程 2年 高村 学人 : 「フランスにおける反結社法の＜社会律＞」[19]
  - 文研・修士課程 2年 岡澤 公子 : 「興福寺北円堂安置の無著・世親像の名称について」[19]
- 芸術賞
  - 工研・修士課程 1年 横山 優子 : 1994-6年度の3ヶ年におけるUNESCO主催JEUNESSES MUSICALESES WORLD YOUTH OR CHESTRAに日本代表として参加[19]
- スポーツ賞
  - 人科・スポーツ 4年 三澤 興一 [注 37]: 野球部[19]
  - 人科・スポーツ 4年 小林 雅幸[19] [注 38] : 競走部
  - 一文・ドイツ文 4年 松井 陽子 : スキー部[19]
  - 政経・政治 4年 藤井 一郎 : サンボ[19][20]
  - 団体 : 漕艇部[19]
- 特別賞
  - 教育・地学 5年 福原 慎太郎 : 小倉百人一首競技かるた 第35回全日本選手権大会優勝[19]

#### 第39回（1997年）
- 学術賞
  - 文研・史学 4年 武井 彩佳 : 「戦後ドイツにおけるユダヤ人ゲマインデの再建とその安定化」[19]
  - 文研・史学 2年 舩田 善之 : 「モンゴル帝国＝元朝治下の『色目人』について」[19]
  - 工研・応用物理 2年 杉原 健郎 : CarchesiumのCa2+結合性蛋白質群 spasminsのDNA解析及び類似タンパK質の相同解析[19]
  - 商研・修士課程 2年 小谷 健一郎 : 「企業立地と『組織能力』からみるアパレルメーカーの経営発展-岐阜・シンガポール株式会社を事例として-」[19]
- 芸術賞
  - 該当者なし[19]
- スポーツ賞
  - 教育・教育心理学 4年 黒鳥 文絵 : 水泳部[19]
  - 人科・スポーツ 4年 粕谷 恭子 : 水泳部[19]
  - 教育・教育学 4年 河合 純一[注 39] : 水泳部[19]
  - 団体 : 漕艇部[19]
- 特別賞
  - 該当者なし[19]

#### 第40回（1998年）
- 学術賞
  - 政研・修士課程 2年 髙梨 文彦 : 「公民権と社会福祉-アメリカにおける障碍者の社会参加機会の保障-」[19]
- 芸術賞
  - 文研・博士後期課程 4年 安達 紀子 : 長編エッセイ「モスクワ綺想曲」[19]
  - 工研・修士課程 2年 富沢 正和 : 建築設計「耕す人の家-住居を耕す」他[19]
  - 工研・修士課程 1年 原 弘 : 「Hang House」移動行為、視点の変化による空間性[19]
  - 工研・修士課程 1年 福島 理恵 : CUBE市場を発生する させる箱[19]
- スポーツ賞
  - 人科・スポーツ 6年 中村 壽博 : 野球部[19]
  - 人科・スポーツ 4年 杉山 淑恵 : 漕艇部[19]
  - 人科・スポーツ 4年 吉田 理子 : 漕艇部[19]
  - 人科・スポーツ 4年 高橋 和裕 : 競走部[19]
  - 人科・スポーツ 4年 松井 夏絵 : 競走部[19]
  - 人科・スポーツ 4年 馬塚 貴弘 : 競走部[19]
  - 人科・スポーツ 3年 鶴田 貴之 : スキー部[19]
- 特別賞
  - 教育・社会教育 2年 西郷 直樹 : 社団法人全日本かるた協会 第45期名人位（史上最年少）[19]

### 第41回（1999年（平成11年））～第42回（2000年（平成12年））

#### 第41回（1999年）
- 学術賞
  - 文研・修士課程 3年 水間 大輔 : 「戦国秦漢期の伍制による民衆支配とその歴史的展開」[21]
  - 工研・修士課程 修了 川口 憲治 : 「キネシン・微小管相互作用の一分子顕微解析」[21]
- 芸術賞
  - 工研・修士課程 1年 松岡 正浩、沖山 観介、井戸 隆、永井 啓宏、田口 太郎[22]、山泉 聡 : 都市設計「リサイクル・トレーディング・ボックスの提案」[21]
  - 工研・修士課程 2年 横山 宏冶、吉村 昭範 : 建築設計「境界面劇場／抱える空間」（他共同制作者：江先麗 氏）[21]
- スポーツ賞
  - 人科・スポーツ 4年 杉山 記一 : 庭球部[21]
  - 商 4年 山本 洋平 : 漕艇部[21]
  - 教育・社会教育 3年 稲田 法子[注 40] : 水泳部[21]
  - 人科・スポーツ 4年 岡本 周子 : 競走部[21]
  - 人科・スポーツ 4年 信岡 沙希重 : 競走部[21]
  - 人科・スポーツ 4年 保井 明子 : 競走部[21]
  - 人科・スポーツ 4年 児島 正人 : 自転車部[21]
  - 教育・社会教育 4年 中島 真弓 : ゴルフ部[21]
- 特別賞
  - 政経・政治 4年 乙武 洋匡[注 41] : 「心のバリアフリー」を掲げてバリアフリーの社会を目指した多面的な活動[21]

#### 第42回（2000年）
- 学術賞
  - 法研・博士後期課程 1年 青木 朝幸 : 「不動産収益の担保化に関する制度的研究-アメリカ法における賃料譲渡制度の法理の展開を中心に-」[21]
  - 文研・修士課程 2年 川 浩二 :「＜水滸伝＞人物論-その属性について-」[21]
  - 文研・修士課程 2年 小野 幾代 : 「プトレマイオス朝時代のデモティック文書における夫婦間の財産契約-セアンク文書の再検討-」[21]
  - 文研・修士課程 2年 小野 佳代[23] : 「興福寺南円堂法相六祖像について」[21]
  - 工研・修士課程 2年 永吉 功 : 「符号化品質向上のためのスケーラブル映像符号化制御方式及び階層情報構造化手法に関する研究」[21]
  - 工研・修士課程 2年 青井 議輝 : 「硝化生物膜の微生物生態解析および工学的応用」[21]
  - 人科・基礎科学 4年 下村 晴香 : 「マウス視交叉上核におけるPer 1およびPer 2 遺伝子発現リズムの胎生期・生後発達」[21]
- 芸術賞
  - 工研・修士課程 2年 飯島 敦義 : 建築設計「居間のない家」他3作品[21]
  - 工研・修士課程 2年 平瀬 有人 : 建築設計「ファイナル・ハウス」[21]
  - 工研・修士課程 2年 八木 崇 : 建築設計「空地のデバイス」、「室内化学物質空気汚染に配慮した住宅設計」他1作品[21]
  - 工研・修士課程 1年 金 琪煥 : 建築設計「the bridge 'territory-界'（"界"の橋）」[21]
  - 団体 : 早稲田大学交響楽団[21]
- スポーツ賞
  - 教育・教育 4年 岩本 亜希子 : 漕艇部[21]
  - 人科・スポーツ 4年 佐々木 智彦 : 漕艇部[21]
  - 人科・スポーツ 4年 佐藤 敦之[注 42][24] : 競走部[21]
  - 人科・スポーツ 4年 田村 和宏 : 競走部[21]
  - 教育・国語国文 4年 太田 陽子 : 射撃部[21]
- 特別賞
  - 該当者なし[21]

### 第43回（2001年（平成13年））

#### 第43回（2001年）
- 学術賞
  - 政研・修士課程 3年 久保 慶一 : 「多民族国家における民主化と民族問題-ユーゴスラヴィアとその後継諸国の国家性問題と『民族主義の失敗』-」[25]
  - 経研・博士後期課程 3年 高橋 浩二 : 「家計消費と家庭系廃棄物発生の計量経済分析」[25]
  - 法研・修士課程 2年 佐藤 史人 : 「ペレストロイカにおける代表原理の転換-ソビエト議会主義と第一回ソ連邦人民代議員大会-」[25]
  - 文研・博士後期課程 7年 石合 香 : 「漢武帝における太初暦制定の真の意図-不死を求めて-」[25]
  - 文研・修士課程 2年 堀 祥岳 : 「荘園解体期の荘官層と地域社会-14～15世紀の東寺領摂津国垂水荘-」[25]
  - 工研・博士後期課程 1年 荏原 光宏 :「Design of Novel Temperature -Responsive Hydrogels and Their Applications for Biomaterials」[注 43][25]
  - 教研・修士課程 2年 永田 英理 : 「蕪風俳論の史的研究-『日本文学』『連歌俳諧研究』掲載の二論文を中心に-」[25]
  - 研・博士後期課程 1年 菅野 敦志 : 「戦後台湾の文化政策と中華文化復興運動に関する一考察-1966～1981-」[25]
- 芸術賞
  - 推薦作品の提出なし[25]
- スポーツ賞
  - 教育・教育 4年 前川 紀子 : 水泳部[25]
  - 教育・教育 3年 大槻 枝美 : 水泳部[25]
  - 人科・スポーツ 4年 小島 茂之 : 競走部[25]
  - 人科・スポーツ 4年 清水 都 : 競走部[25]
  - 人科・スポーツ 4年 中川 博文 : 競走部[25]
  - 人科・スポーツ 1年 大前 祐介 : 競走部[25]
  - 団体 : 庭球部[25]
- 特別賞
  - 二文・歴史・民俗系 5年 石川 直樹[注 44] : 「世界最年少による世界7大陸最高峰登頂をはじめとする地球規模における『旅』の実践」[25]
  - 団体 : 囲碁部[25]

### 第44回（2002年（平成14年））

#### 第44回（2002年）
- 学術賞
  - 経研・博士後期課程 4年 岩本 光一郎 : 「家族のライフステージと消費の関係についての分析」[26]
  - 商研・修士課程 2年 内野 里美 : 「Volutary Disclosure, information Asymmetry, and the Cost of Empty Capital: An Empirical Study」[26][注 45]
  - 理研・博士後期課程 2年 荻田 武史 : 「Fast and Accurate Compulation of Scaiar Product by the Avaliable Floating Point Arithmetic」[26][注 46]
  - 人研・博士後期課程 2年 東 香寿美 : 「Effect of muscle architecture on oxygenation in knee ecxtensor during isometric contraction」[26][注 47]
  - 人研・修士課程 2年 平塚 基志 : 「インドネシアでの環境造林によるバイオマス増加」[26]
  - 国際情報研・修士課程 2年 荒井 隆之 : 「2.4GHz帯IEEE802.11b無線LANとBluetoothシステムの干渉問題に関する研究」[26]
  - 一文・仏文学 4年 清水 弥生 : 「＜L' Ecole des femmes＞騒動を巡るモリエールの時代性と普遍性」[26]
- 芸術賞
  - 団体 : コール・フリューゲル[26][27]
- スポーツ賞
  - 人科・スポーツ 4年 和田 毅[注 48][28] : 野球部[26]
  - 人科・スポーツ 7年 中川 大介 : 水泳部[26]
  - 教育・社会 4年 田渕 晋[注 49] : 水泳部[26]
  - 人科・スポーツ 4年 佐藤 真太郎 : 競走部[26]
  - 人科・スポーツ 4年 安川 嘉亮 : 競走部[26]
  - 人科・スポーツ 4年 畠山 陽輔 : スキー部[26]
  - 教育・社会 4年 村主 章枝[注 50] : スケート部[26]
  - 教育・社会 3年 荒川 静香[注 51] : スケート部[26]
  - 社会・社会 3年 小原 大輔 : ホッケー部[26]
  - 団体 : 庭球部[26]
  - 団体 : 漕艇部[26]
  - 団体 : 自動車部[26]
  - 団体 : 合気道部[26]
- 特別賞
  - 団体 : 環境ロドリゲス[26][29]

### 第45回（2003年（平成15年））

#### 第45回（2003年）
- 学術賞
  - 商研・修士課程 2年 足代 訓史 : 「業界プラットフォーム型企業の発展可能性-提供機能の収斂化仮設の検討-[30][31]
  - 教研・修士課程 2年 相羽 秀伸 : 「ジュール・フェリーと道徳教育-フランス第三共和政初期の国民初頭教育世俗化政策からの視座-」[30]
  - 一文・日本文学 4年 野本 瑠美 : 「『経正朝臣集』について」[30]
- 芸術賞
  - 理研・修士課程 2年 蜂谷 伸治、高尾 研也、増田 忠史 : 建築設計「学生自治寮」、「余白のある家」[30]
  - 国際情報研・修士課程 2年 次松 武大 : 映像作品「Wounded on the Bridge」（橋上で傷む）[30]
- スポーツ賞
  - 人科・スポーツ 4年 鳥谷 敬[注 52][32][33] : 野球部[30]
  - 一文・教育 4年 末延 典子 : 漕艇部[30]
  - 教育・英語教育 4年 山田 晃子 : 漕艇部[30]
  - 商 4年 御手洗 和美 : 漕艇部[30]
  - 人科・スポーツ 5年 高野 香織 : 競走部[30]
  - 人科・スポーツ 4年 穴井 伸也 : 競走部[30]
  - 人科・スポーツ 4年 長島 和幸 : レスリング部[30]
  - 団体 : 漕艇部[30]
- 特別賞
  - 商 4年 佐藤 真海[注 53] [注 54][34] : 障害を乗り越え、ジャパンパラリンピック水泳競技大会において日本新記録を樹立するとともに、応援部チアリーダーとして周囲に勇気と希望を与えた活動[30]

### 第46回（2004年（平成16年））

#### 第46回（2004年）
- 学術賞
  - 文研・修士課程 2年 楯身 智志 : 「漢初における二十等爵制とその変遷過程について」[35]
- 芸術賞
  - 文研・修士課程 2年 岸田 将幸 : 詩集「生まれないために」[35]
  - 教研・修士課程 2年 高柳 克弘 [注 55]: 「息吹」（俳句五十句）[35]
  - 国際情報研・修士課程 2年 中田 裕士、吉田 知史 : 「Sink Top-感性を喚起するビヘイビア・インタフェース-」[35]
- スポーツ賞
  - 一文・演劇映像 4年 原 愛美 : 漕艇部[35]
  - 教育・社会教育 4年 芳賀 まどか : 漕艇部[35]
  - 人科・スポーツ 4年 明部 洋明 : 水泳部[35]
  - 教育・社会 4年 吉永 岳央 : 山岳部[35]
  - 人科・スポーツ 4年 薄井 智行 : スキー部[35]
  - 社会・社会 1年 平山 優 : バドミントン部[35]
- 特別賞
  - 該当者なし[35]

### 第47回（2005年（平成17年））

#### 第47回（2005年）
- 学術賞
  - 経研・修士課程 2年 佐藤 律久 : 「選好の飽和・不飽和性と一般均衡」[36]
  - 文研・修士課程 2年 山中悠幸 : 「堺本枕草子の研究」[36]
  - 文研・修士課程 3年 山本真紗美 : 「中世武家政権における儀礼の意義と展開」[36]
  - 文研・修士課程 2年 柿沼陽平[37] : 「秦漢時代における貨幣経済の形成とその構造的特質」[36]
  - アジア研・修士課程 2年 大路 紘子 : 「中国における女性出稼ぎ労働者のエンパワメント-NGO「打工妹之家」の活動を事例として-」[36]
  - 情報システム研・博士課程 2年 清水 一範 : 「ASIC Implementation of LDPC Decorder Accelerating Message-Passing Schedule 高効率なMessage-Passing スケジュールを実現するLDPC 復号器LSI」[36]
  - 政経・政治 4年 花房 吾早子 : 「胎児に対する『女性の自己決定』は守られるか？-フェミニズム的中絶擁護論の構築」[36]
- 芸術賞
  - 理研・修士課程 2年 佐野 哲史・稲垣 淳哉、理研・修士課程 1年 鳥海 宏太・松浦 勇一 : 建築作品「HOUSE 8」（ハウスエイト）[36]
  - 教育・国語国文 4年 山田 梨沙[注 56] : 小説「蹴りたい背中」[注 57][36]
- スポーツ賞
  - 人科・スポーツ 4年 熊倉 美咲 : 漕艇部[36]
  - 教育・教育 4年 山下 美沙子 : 水泳部[36]
  - 人科・スポーツ 5年 北村 和也 : 競走部[36]
  - 人科・スポーツ 4年 土井 槙悟 : スケート部[36]
  - 人科・人間情報（通信制） 2年 中野 友加里[注 58] : スケート部[36]
  - 人科・スポーツ 4年 徳永 悠平 : ア式蹴球部[36]
  - スポーツ・スポーツ 3年 時久 省吾 : ア式蹴球部[36]
  - スポーツ・スポーツ 2年 兵藤 慎剛 : ア式蹴球部[36]
  - 社会・社会 4年 河田 優 : ア式蹴球部[36]
  - 人科・スポーツ 中野 祐介 : 卓球部[36]
  - 人科・スポーツ 馬場 亮輔 : 体操部[36]
  - 人科・スポーツ 中島 幸紀 : ソフトボール部[36]
  - 団体 : 庭球部[36]
  - 団体 : ラグビー蹴球部[36]
  - 団体 : ア式蹴球部[36]
  - 団体 : 合気道部[36]
  - 団体 : ソフトボール部[36]
- 特別賞
  - 該当者なし[36]

### 第48回（2006年（平成18年））

#### 第48回（2006年）
- 学術賞
  - 経研・修士課程 2年 近郷 匠 : 「Cooperative Games with Multi-level Networks」[注 59][38]
  - 教育・国語国文 4年 水谷 陽子 : 「『源氏物語』絵画素材におけるイメージの変遷 -蜘蛛と六条御息所にまつわる視覚表現を中心に-」[38]
- 芸術賞
  - 理研・修士課程 2年 神谷修平、上田 真路 : 「アジアヴィジョンリゾートホテル」[38]
- スポーツ賞
  - 法 4年 藤元 江里 : 漕艇部[38]
  - 教育・教育 4年 山名 枝里 : 漕艇部[38]
  - 商 4年 阿部 絵美 : 漕艇部[38]
  - 人科・スポーツ 6年 星合 郊 : 水泳部[38]
  - 教育・教育 4年 木村 潤平 : 水泳部[38]
  - スポーツ・スポーツ医科 4年 崎本 浩成 : 水泳部[38]
  - スポーツ・スポーツ医科 4年 三輪 芳美 : 水泳部[38]
  - スポーツ・スポーツ医科 1年 北川 麻美[注 60] : 水泳部[38]
  - スポーツ・スポーツ医科 1年 古賀 淳也[注 61] : 水泳部[38]
  - 人科・スポーツ 5年 森田 行雄 : 競走部[38]
  - スポーツ・スポーツ 4年 相川 誠也 : 競走部[38]
  - スポーツ・スポーツ医科 4年 野田 浩之 : 競走部[38]
  - スポーツ・スポーツ医科 4年 大類 美咲 : スキー部[38]
  - スポーツ・スポーツ医科 4年 成瀬 野生 : スキー部[38]
  - 人科・人間情報（通信制） 3年 中野友加里 : スケート部[38]
  - スポーツ・スポーツ 4年 渡邉 夏奈 : ア式蹴球部[38]
  - スポーツ・スポーツ 4年 佐藤 史 : レスリング部[38]
  - 社会・社会 4年 城内 史子 : ウェイトリフティング部[38]
  - 法 4年 中村 公彦 : 個人（ライフセービング）[38]
  - 団体 : 庭球部[38]
  - 団体 : スキー部[38]
  - 団体 : ウェイトリフティング部[38]
  - 団体 : 合気道部[38]
  - 団体 : ソフトボール部[38]
- 特別賞
  - 該当者なし[38]

### 第49回（2007年（平成19年））

#### 第49回（2007年）
- 学術賞
  - 文研・修士課程 2年 矢野 美沙子 : 「王統交代期の首里王府について -金丸を中心に-」[39]
  - 政研・修士課程 2年 東島 雅昌 : 「"Democuracy. Globalization. and Ethnic Diversity: 'Nested Analysis' of the Post-Communist Countries"」[注 62][39]
  - アジア研・修士課程（2007年9月修了） 李 珠賢 : 「韓国における靖国神社の朝鮮人合祀問題」[39]
  - 国情研・博士課程 2年 Mchammad Shah Alam : 「1rBurst Modeling and Performance Evaluation for Large Data Block Exchange over High-Speed 1rDA Links」[注 63][39]
  - 文研・修士課程 2年 青柳 有利子 : 「南部藩の能」[39]
- 芸術賞
  - 文研・修士課程 2年 黒川 陽子 : 戯曲「ハルメリ」[39]
  - 国情研・博士後期課程 3年 南 元晳 : デザイン作品「ランプふる」[39]
- スポーツ賞
  - スポーツ・スポーツ文化 4年 成瀬 廣亮 : 庭球部[39]
  - スポーツ・スポーツ医科 4年 佐藤 文平 : 庭球部[39]
  - スポーツ・スポーツ医科 4年 宮村 美紀 : 庭球部[39]
  - スポーツ・スポーツ医科 4年 堀端 彩子 : 漕艇部[39]
  - 教育・英語英文 4年 内田 祥子 : 漕艇部[39]
  - スポーツ・スポーツ文化 4年 下平 芳弘 : 競走部[39]
  - 一文・総合人文 5年 古関 光弘 : 山岳部[39]
  - スポーツ・スポーツ医科 4年 高尾 康平 : スキー部[39]
  - 教育・社会 7年 末吉 隼人 : スケート部[39]
  - 法 5年 山崎 さやか : ア式蹴球部[39]
  - スポーツ・スポーツ医科 4年 佐藤 衣里子 : ア式蹴球部[39]
  - 社学・社会科学 4年 下山 隆敬 : 卓球部[39]
  - スポーツ・スポーツ文化 4年 時吉 佑一 : 卓球部[39]
  - 社学・社会科学 4年 菊田 裕子 : ウェイトリフティング部[39]
  - スポーツ・スポーツ医科 松本 萌波 4年 :ウェイトリフティング部[39]
  - 商 4年 長井 隆昌 : 個人（ライフセービング）[39]
- 特別賞
  - 団体 : 早稲田大学囲碁会 : 全日本大学囲碁選手権大会において「2年連続優勝」[39][40][41]

### 第50回（2008年（平成20年））

#### 第50回（2008年）
- 学術賞
  - 経研・修士課程 1年コース 茂木 快治 : 研究題目「金融市場の経済分析 原油価格が株式市場に与える影響」[42]
  - アジア研・博士後期課程（2008年9月修了） 牧野 冬生 : 研究題目「建築計画へ向けた建築人類学の実践的応用」[42]
  - 公共研・博士後期課程 3年 劉 慶紅 : 研究題目「中国における日系電機メーカーの現地化に関する研究 -（パブリックバリュー）の視点に基づく新たな現地化戦略への試み-」[42]
  - 理工研・博士後期課程 3年 田中 奈津美 : 研究題目「高立体選択的環付加反応の研究と抗腫瘍性化合物 FR182877の不斉全合成」[42]
  - 国際情報研・修士課程 2年 中村 静 : 研究題目「音韻持続時間の差異に基づく英語学習者音声とリズム制御に対する客観評価」[42]
- 芸術賞
  - 一文 4年 田口 綾子 [注 64]: 短歌作品「冬の火」30首[42]
  - 団体 : ハイ・ソサエティ・オーケストラ＜演奏活動（JAZZコンテスト参加）＞「きららJAZZコンテスト」優勝、「第39回山野BIG BAND JAZZ CONTEST」準優勝（全国2位）、「第28回浅草JAZZコンテスト」優勝[42]
- スポーツ賞
  - スポーツ・スポーツ医科 4年 木川 由奈 : 庭球部[42]
  - スポーツ・スポーツ医科 4年 田邉 佳奈子 : 漕艇部[42]
  - スポーツ・スポーツ医科 4年 玉川 由紀 : 漕艇部[42]
  - 教育・教育 4年 藤 悠 : 漕艇部[42]
  - スポーツ・スポーツ医科 4年 若井 江利 : 漕艇部[42]
  - 社学・社会科学 4年 福士 若子 : 漕艇部[42]
  - 教育・教育 4年 鈴木 孝幸 : 水泳部[42]
  - スポーツ・スポーツ文化 4年 楊井 佑輝緒 : 競走部[42]
  - スポーツ・スポーツ文化 4年 竹澤 健介[注 65] : 競走部[42]
  - スポーツ・スポーツ医科 2年 渡部 暁斗[注 66][43] : スキー部[42]
  - スポーツ・スポーツ文化 3年 畠山 長太 : スキー部[42]
  - スポーツ・スポーツ文化 4年 木村 正哉 : スキー部[42]
  - スポーツ・スポーツ文化 4年 角田 あずさ : スキー部[42]
  - スポーツ・スポーツ医科 4年 岸 星美 : ア式蹴球部[42]
  - スポーツ・スポーツ文化 2年 福原 愛[注 67][44] : 卓球部[42]
  - スポーツ・スポーツ医科 4年 大久保 賢児 : ボクシング部[42]
  - スポーツ・スポーツ医科 4年 中田 絵理子 : レスリング部[42]
  - 理工・機械工学 4年 中島 希光 : 自動車部[42]
  - スポーツ・スポーツ文化 4年 塩嵜 弘騎 : 軟式庭球部[42]
  - 人科・人間情報科学 4年 工藤 薫 : 自転車部[42]
  - スポーツ・スポーツ文化 岡本 光由 : 自転車部[42]
  - スポーツ・スポーツ医科 4年 関谷 真由 : バドミントン部[42]
  - スポーツ・スポーツ文化 4年 谷口 和也 : カヌークラブ[42]
  - 人科研・修士課程 1年 中野 友加里 : スケート部[42]
  - 団体 : 庭球部[42]
  - 団体 : 弓道部[42]
  - 団体 : ラグビー蹴球部[42]
  - 団体 : スケート部[42]
  - 団体 : レスリング部[42]
  - 団体 : ヨット部[42]
  - 団体 : 軟式庭球部[42]
- 特別賞
  - 該当者なし[42]

### 第51回（2009年（平成21年））

#### 第51回（2009年）
- 学術賞
  - 社学研・博士後期課程 3年 唐澤 太輔 : ひらめきと創造的活動のプロセス -南方熊楠の「やりあて」に関する考察を中心に-[45][46]
  - 創造理工研・修士課程 2年 真鍋 玲子 : 心象と表現 -述懐する「家」をめざして-[45]
  - 法研・修士課程 2年 城野 一憲 : 「goverment speech論」の諸相[45]
  - 国際情報研・博士後期課程 3年 ベッカリ・アブデルモウラ : FRID Indoor Tracking System Based on Inter-tags Distance Measurement[注 68][45]
- 芸術賞
  - 該当者なし[45]
- スポーツ賞
  - スポーツ・スポーツ医科 4年 青山 修子 : 庭球部[45]
  - スポーツ・スポーツ文化 4年 熊谷 悦子 : 漕艇部[45]
  - 商学 4年 宇佐美 亜希 4年 漕艇部[45]
  - スポーツ・スポーツ医科 4年 澁谷 美子 : 漕艇部[45]
  - スポーツ・スポーツ医科 4年 谷井 美恵 : 漕艇部[45]
  - スポーツ・スポーツ医科 4年 北川 麻美 : 水泳部[45]
  - スポーツ・スポーツ医科 4年 古賀 淳也 : 水泳部[45]
  - スポーツ・スポーツ文化 4年 木原 博 : 競走部[45]
  - スポーツ・スポーツ医科 4年 木村 慎太郎 : 競走部[45]
  - スポーツ・スポーツ文化 3年 江里口 匡史[注 69][47] : 競走部[45]
  - スポーツ・スポーツ文化 4年 小林 由貴 : スキー部[45]
  - スポーツ・スポーツ医科 4年 丸山 未紀 : スキー部[45]
  - スポーツ・スポーツ医科 4年 高嶌 遥 : スケート部[45]
  - スポーツ・スポーツ医科 4年 島田 知佳 : ア式蹴球部[45]
  - スポーツ・スポーツ医科 4年 佐藤 泰 : 馬術部[45]
  - スポーツ・スポーツ医科 4年 井上 実美 : 体操部[45]
  - スポーツ・スポーツ文化 4年 長江 光一 : 軟式庭球部[45]
  - スポーツ・スポーツ文化 4年 安福 洋徳 : 自転車部[45]
  - 団体 : 庭球部[45]
  - 団体 : スキー部[45]
  - 団体 : スケート部[45]
  - 団体 : レスリング部[45]
  - 団体 : ヨット部[45]
  - 団体 : フェンシング部[45]
  - 団体 : 軟式庭球部[45]
  - 団体 : 航空部[45]
- 特別賞
  - 該当者なし[45]

### 第52回（2010年（平成22年））

#### 第52回（2010年）
- 学術賞
  - 先進理工研・博士後期課程 3年 安藤 健 : 「直管的に操作が可能なリハビリテーションロボットの研究開発」[48]
  - スポ科研・博士後期課程 3年 原田 和弘 : 「身体活動・運動への興味を高める方略としての趣味・余暇活動ゲートウェイの可能性」[48][49]
  - 文研・博士後期課程 3年 野村 亞住 : 「芭蕉連句の季語と季節試論」[48]
  - 文研・博士後期課程 1年 竹田 千穂 : 「ジャン・フロワサールの『年代記』について -第3巻＜べアルンの旅＞を中心に-」[48]
  - 先進理工研・博士後期課程 3年 黒田 義之 : 「Formation of Inorganic Hierarchically Structured Materials by Utillizing Assemblies of Various Colloidal Particles -種々のコロイド粒子集積体を利用した無機階層構造材料の形成-」[48][50]
- 芸術賞
  - 国際情報研・博士後期課程 1年 楊 穀恒 : 映像作品「The Tigar Factory-湖廠」＜2010 プロデュース／脚本／編集＞ 長編[48]
  - 国際情報研・博士後期課程 1年 楊 穀恒 : 映像作品「Inhalation-避けられない事」＜2010 監督／脚本／編集＞ 短編[48]
  - 創造理工学研・博士後期課程 3年 日詰 博文、創造理工学研・修士課程 3年 田辺 綾花 : 建築デザイン「FASHION BRANCH（ﾌｧｯｼｮﾝ･ﾌﾞﾗﾝﾁ）」 副題 : 「The Fashion Museum tower by complex of program（ﾌﾟﾛｸﾞﾗﾑ複合によるﾌｧｯｼｮﾝﾐｭｰｼﾞｱﾑﾀﾜｰ）」[48]
- スポーツ賞
  - スポーツ・スポーツ医科 4年 大石 達也[注 70][51] : 野球部[48]
  - 教育・社会 4年 斎藤 佑樹[注 71][52] : 野球部[48]
  - スポーツ・スポーツ医科 4年 井上 明里 : 庭球部[48]
  - スポーツ・スポーツ医科 4年 富崎 優也 : 庭球部[48]
  - スポーツ・スポーツ医科 4年 佐野 紘一 : 庭球部[48]
  - スポーツ・スポーツ文化 4年 上谷 康晃 : 漕艇部[48]
  - スポーツ・スポーツ医科 4年 清水 大輔 : 漕艇部[48]
  - スポーツ・スポーツ文化 4年 田中 大誠 : 漕艇部[48]
  - 教育・教育 4年 岩瀬 敦俊 : 漕艇部[48]
  - スポーツ・スポーツ医科 4年 藤田 裕美 : 漕艇部[48]
  - スポーツ・スポーツ文化 4年 坂本 美喜 : 漕艇部[48]
  - スポーツ・スポーツ医科 4年 小谷 文香 : 漕艇部[48]
  - スポーツ・スポーツ文化 2年 星 奈津美[注 72] : 水泳部[48]
  - スポーツ・スポーツ医科 4年 小西 志朗 : 競走部[48]
  - 文化構想・文化構想 4年 中村 達郎 : 競走部[48]
  - スポーツ・スポーツ文化 4年 江里口 匡史 : 競走部[48]
  - スポーツ・スポーツ文化 4年 小原 真悟 : 競走部[48]
  - スポーツ・スポーツ医科 4年 柏原 暢仁 : スキー部[48]
  - スポーツ・スポーツ文化 4年 立崎 幹人 : スキー部[48]
  - スポーツ・スポーツ医科 4年 渡部 暁斗 : スキー部[48]
  - スポーツ・スポーツ医科 2年 レンティング 陽 : スキー部[48]
  - スポーツ・スポーツ文化 2年 原田 侑武 : スキー部[48]
  - スポーツ・スポーツ医科 4年 水口 かおり : スキー部[48]
  - スポーツ・スポーツ医科 2年 柏原 理子 : スキー部[48]
  - スポーツ・スポーツ医科 5年 酒井 裕唯[注 73] : スケート部[48]
  - スポーツ・スポーツ文化 2年 桜井 美馬[注 74] : スケート部[48]
  - スポーツ・スポーツ文化 4年 武田 奈也 : スケート部[48]
  - スポーツ・スポーツ医科 2年 富山 貴光 : ア式蹴球部[48]
  - スポーツ・スポーツ医科 4年 小野 瞳 : ア式蹴球部[48]
  - スポーツ・スポーツ文化 4年 小山 季絵 : ア式蹴球部[48]
  - 教育・複合文化 4年 照井 萌美 : 卓球部[48]
  - 人間科学・人間環境 1年 松平 健太[注 75][53] : 卓球部[48]
  - スポーツ・スポーツ医科 4年 高橋 海里奈 : レスリング部[48]
  - スポーツ・スポーツ文化 3年 石田 智嗣 : レスリング部[48]
  - 教育・国語国文 4年 寺本 明世 : フェンシング部[48]
  - スポーツ・スポーツ文化 4年 鹿島 鉄平 : 軟式庭球部[48]
  - スポーツ・スポーツ医科 2年 佐々木 龍 : 自転車部[48]
  - スポーツ・スポーツ文化 4年 澤口 大和 : 自転車部[48]
  - スポーツ・スポーツ医科 4年 上田 拓馬 : バドミントン部[48]
  - スポーツ・スポーツ文化 4年 平原 孝人 : ウェイトリフティング部[48]
  - スポーツ・スポーツ医科 4年 竹下 百合子 : カヌー[48]
  - スポーツ・スポーツ医科 4年 蔵本 葵 : トライアスロン[48]
  - 教育・教育 4年 國木 裕子 : クリケット[48]
  - 団体 : 野球部[48]
  - 団体 : 庭球部[48]
  - 団体 : 漕艇部[48]
  - 団体 : 剣道部[48]
  - 団体 : 競走部[48]
  - 団体 : スキー部[48]
  - 団体 : ア式蹴球部（女子）[48]
  - 団体 : ヨット部[48]
  - 団体 : フェンシング部[48]
  - 団体 : 軟式庭球部[48]
- 特別賞
  - 教育学部・理学 6年 広瀬 章人[注 76][54] : 将棋7大タイトルの一つである「王位戦」のタイトルを獲得。[48][55]

### 第53回（2011年（平成23年））

#### 第53回（2011年）
- 学術賞
  - 政研・修士課程 2年 飯田 邦彦 : 「国内観衆費用とナショナル・アイデンティティ -世論調査実験による検証-」（修士論文）[56]
  - 商研・修士課程 2年 亀岡 恵美子 : 「財務諸表監査の失敗事例分析 -監査の有効性の視点から-」（修士論文）[56]
  - 基幹理工研・博士後期課程 2年 坂本 一憲 : 「多プログラミング言語対応のソースコード処理ツールのフレームワークと利用例」（研究論文）
  - 先進理工研・博士後期課程 2年 平尾 彰子 : 「A Balanced Diet is Necessary for Proper Entrainment Signals of the Mouse Live Clock」（研究論文）[注 77][56]
  - 人科研・博士後期課程 3年 玉田 宏美 : 「モルモット大腸筋層外のカハールの介在細胞の形態学的解析」（博士論文）[56]
  - スポ科研・博士後期課程 3年 水口 暢章 : 「運動イメージ中の脳活動に体性感覚が及ぼす影響」（博士論文）[56]
  - 国際情報研・博士後期課程 3年 ベン ナイラ シャドリア : 「大気擾乱 RF on FSO リンク上における CDMA 無線サービスの伝送解析」（研究論文）[56]
- 芸術賞
  - 創造理工研・修士課程 2年 佐野 穂高 : （建築デザイン）「everyone is reading in the green, that's “the Learning”-the Elementary school open to the city by compounding Functions」[注 78][56]
  - スポーツ賞
  - スポーツ・スポーツ医科 4年 篠田 成美 : 漕艇部[56]
  - 教育・英語英文 4年 晦日 尚子 : 漕艇部[56]
  - スポーツ・スポーツ文化 3年 星 奈津美 : 水泳部[56]
  - 教育・社会 4年 矢澤 曜 : 競走部[56]
  - スポーツ・スポーツ文化 4年 笹瀬 弘樹 : 競走部[56]
  - スポーツ・スポーツ科学 2年 大迫 傑[注 79][57] : 競走部[56]
  - スポーツ・スポーツ文化 4年 小山内 優太 : スキー部[56]
  - スポーツ・スポーツ医科 3年 富山 貴光 : ア式蹴球部[56]
  - スポーツ・スポーツ医科 4年 大滝 麻未 : ア式蹴球部[56]
  - 教育・教育 4年 高畑 志帆 : ア式蹴球部[56]
  - スポーツ・スポーツ文化 4年 臼井 理恵 : ア式蹴球部[56]
  - スポーツ・スポーツ文化 4年 笠原 弘光 : 卓球部[56]
  - スポーツ・スポーツ文化 4年 御内 健太郎 : 卓球部[56]
  - スポーツ・スポーツ文化 4年 金子 和也 : 卓球部[56]
  - 社学・社会科学 5年 田村 和男 : レスリング部[56]
  - スポーツ・スポーツ文化 4年 石田 智嗣 : レスリング部[56]
  - 社学・社会科学 4年 新井 千明 : レスリング部[56]
  - 政経・政治 4年 末吉 智一 : 米式蹴球部[56]
  - スポーツ・スポーツ文化 4年 中本 圭哉 : 軟式庭球部[56]
  - スポーツ・スポーツ文化 4年 安川 真璃子 : 軟式庭球部[56]
  - スポーツ・スポーツ文化 4年 入部 正太朗 : 自転車部[56]
  - スポーツ・スポーツ医科 4年 嘉村 健士 : バドミントン部[56]
  - スポーツ・スポーツ医科 4年 西山 夕美子 : バドミントン部[56]
  - スポーツ・スポーツ医科 4年 桜井 みどり : バドミントン部[56]
  - 団体 : 庭球部[56]
  - 団体 : 漕艇部[56]
  - 団体 : 競走部[56]
  - 団体 : スキー部[56]
  - 団体 : バスケットボール部[56]
  - 団体 : 軟式庭球部[56]
  - 団体 : 合気道部[56]
  - 団体 : 日本拳法部[56]
  - 団体 : ラクロス部[56]
- 特別賞
  - 人科・健康福祉 4年 志磨村 早紀 : 聴覚障がい学生当事者の立場から、早稲田大学における障がい学生支援の発展に貢献[56]
  - 団体 : 早稲田大学囲碁会 : 2010年（第54回）・2011年（第55回）年度「全日本大学囲碁選手権」において「2年連続優勝」[56][58][59]

### 第54回（2012年（平成24年））

#### 第54回（2012年）
- 学術賞
  - 政経・政治学科 4年 野々村 洸 : 「太陽電池のグローバルサプライチェーンの可能性」[60]
  - 文研・修士課程 2年 岸田 菜摘 : 「ストゥディオスのテオドロスと『姦通論争』 -八世紀末ビザンツにおける皇帝と正教会-」[60]
  - 商研・修士課程 2年 内野 敏彰 : 「日本電産の成長戦略とM&Aの成功要因に関する研究」[60]
  - 基幹理工研・博士後期課程 3年 横手 良太 : 「Rupid Algorithm for Independent Component Analysis, Journal of Signal and Information Processing, Vol.3, pp. 275–285, 2012 ; dio : 10. 4236/jsip. 12.33037, Ryota Yokote and Yasuo a. Matsuyama（独立成分分析のための高速アルゴリズム）」[60]
  - 創造理工研・修士課程 2年 高木 悠花 : 「Detecting Photosymbiotic Ecology from Foraminiferal Tests : Ontogenetic Stable Isotope Records of Planktic Foraminifers」[注 80][60]
  - 先進理工研・修士課程 2年 加藤 卓也 : 「MPPCを用いた超高解像度小動物用PET装置の開始」[60]
  - 先進理工研・修士課程 2年 藤原 悠紀 : 「Discovery of a novel type of autophagy targeting RNA」（RNAを標的とする新規オートファジーの発見）[60]
  - 人科研・博士後期課程 3年 飯尾 美沙 : 「小児気管支喘息患者を対象としたテイラー化教育プログラムの開発および効果の検証」[60]
  - アジア研・修士課程（2012年9月修了） 崔 裕梨 : 「韓国における文化交流言説の変遷と日本 -『日本大衆文化解放論議』から『韓流言説』を経て-」[60]
  - 日本語研・修士課程（2012年9月修了） 鄭 京姫 : 「言語教育としての『自分の日本語』その意義と可能性 -『日本語人生』という物語の意味-」[60]
- 芸術賞
  - 文構・文化構想学科 3年 阿部 智里[注 81][61] : 小説「『鳥に単は似合わない』（文藝春秋）第19回松本清張賞 最年少受賞」[60][62]
  - 創造理工研・修士課程 2年 田村 正、堀越 理沙、村岡 拓見 : 建築デザイン「The nature of thing / Arctic observatory（ロヴァニエミオーロラ観測所設計提案）」[60]
  - ハイソサエティ・オーケストラ : 課外活動「第43回 山野ビッグ・バンド・ジャズ・コンテスト」全国大会4位（さいたま市長賞）、「R! JAZZ in 練馬 アマチュアビッグバンドコンクール」最優秀賞受賞、「第17回 太田市大学JAZZ Festival」優勝。[60]
  - 川口芸術学校・映像文化学科 4年 福崎 星良 : 「NEON LIGHTS（ネオンライト）」[60]
- スポーツ賞
  - スポーツ・スポーツ医科 4年 大竹 志歩 : 庭球部[60]
  - 社学・社会科学 4年 桑田 寛子 : 庭球部[60]
  - スポーツ・スポーツ医科 廣田 耕作 : 庭球部[60]
  - 教育・数学 4年 石川 富士美 : 漕艇部[60]
  - スポーツ・スポーツ医科 4年 市川 ゆう : 漕艇部[60]
  - スポーツ・スポーツ文化 4年 越智 愛來 : 漕艇部[60]
  - スポーツ・スポーツ医科 4年 原口 聖羅 : 漕艇部[60]
  - 教育・教育 4年 森田 望 : 漕艇部[60]
  - スポーツ・スポーツ科学 1年 榊原 春奈 : 漕艇部[60]
  - スポーツ・スポーツ文化 4年 星 奈津美 : 水泳部[60]
  - スポーツ・スポーツ文化 4年 浦野 晃弘 : 競走部[60]
  - スポーツ・スポーツ医科 4年 梶 将徳 : 競走部[60]
  - スポーツ・スポーツ医科 4年 紫村 仁美 : 競走部[60]
  - スポーツ・スポーツ文化 4年 牧野 武 : 競走部[60]
  - スポーツ・スポーツ医科 4年 柏原 理子 : スキー部[60]
  - スポーツ・スポーツ医科 4年 本山 育未 : スキー部[60]
  - スポーツ・スポーツ医科 4年 古谷 沙理 : スキー部[60]
  - スポーツ・スポーツ医科 4年 レンディング 陽 : スキー部[60]
  - スポーツ・スポーツ文化 4年 片桐 慧太 : スキー部[60]
  - スポーツ・スポーツ科学 3年 渡部 善斗[注 82][63] : スキー部[60]
  - スポーツ・スポーツ文化 5年 桜井 美馬 : スケート部[60]
  - スポーツ・スポーツ文化 4年 中島 美早希 : 卓球部[60]
  - 人間・人間環境 3年 松平 健太 : 卓球部[60]
  - 社学・社会科学 4年 田中 幸太郎 : レスリング部[60]
  - スポーツ・スポーツ文化 6年 山口 剛 : レスリング部[60]
  - 教育・国語国文 4年 平石 典子 : フェンシング部[60]
  - スポーツ・スポーツ科学 1年 小林 奈央 : 軟式庭球部[60]
  - 社学・社会科学 4年 今井 一誠 : 自転車部[60]
  - スポーツ・スポーツ医科 4年 佐々木 龍 : 自転車部[60]
  - 社学・社会科学 4年 吉野 千枝里 : ウェイトリフティング部[60]
  - 団体 : 庭球部[60]
  - 団体 : 漕艇部[60]
  - 団体 : スキー部[60]
  - 団体 : 軟式庭球部[60]
- 特別賞
  - 教育研・修士課程 2年 松田 沙也香 : 「各種珠算競技大会における優勝ならびにそれに基づく社会活動」[60]

### 第55回（2013年（平成25年））

#### 第55回（2013年）
- 学術賞
  - 経研・修士課程 2年 横手 康二 : 「A new axiomatization of the weighted Shapley value（重み付きシャープレイ値の新しい公理化）」[64]
  - 文・文 4年 永島 育 : 「アブデュルハミト二世と世紀転換期のオスマン帝国」[64]
  - 教育学研・博士後期課程 3年 大久保 文哉 : 「Reaction Automata（反応オートマタ）」[64]
  - 基幹理工研・博士後期課程 1年 坂本 瑞季 : 「Micro-Crowdfunding: Achieving a Sustainable Society through Economic and Social Incentives in Micro-Level Crowdfunding」[注 83][64]
  - 創造理工研・博士後期課程 3年 石田 航星 : 「内装間仕切壁におけるボード材の割付図と加工図の最適化に関する研究」[64]
  - 創造理工研・修士課程 1年 加藤 聖也 : 「東北地方太平洋沿岸地域における伝承表現と集落構成研究 -岩手県田野畑村の津波減災から-」[64]
  - 創造理工研・博士後期課程 3年 三上 貴仁 : 「沿岸災害の現地調査と津波流体運動による海岸堤防の被災機構」[64]
  - 会計研・修士課程 2年 瀧 庸平 : 「IT取引に関する会計・監査上の問題点の考察 ～IT不正の実務対応～」[64]
- 芸術賞
  - 創造理工研・修士課程 1年 高橋 良爾 : 照明作品「DEW」[64]
- スポーツ賞
  - 政経・政治学科 4年 古谷 純平 : トライアスロン[64]
  - 教育・教育 4年 田川 翔太 : 庭球部[64]
  - 教育・教育 4年 向川 桜子 : スキー部[64]
  - 社学・社会科学 4年 鬼澤 大真 : フェンシング部[64]
  - 社学・社会科学 4年 松本 潮霞 : ウェイトリフティング部[64]
  - 社学・社会科学 4年 柳田 諒 : ラクロス部[64]
  - 先進理工・応用化学 4年 須賀 航平 : ラクロス部[64]
  - 人科・人間環境 4年 石井 友梨 : 軟式庭球部[64]
  - 人科・健康福祉 4年 西田 順風 : スキー部[64]
  - スポーツ・スポーツ 4年 遠藤 豪 : 庭球部[64]
  - スポーツ・スポーツ 4年 大石 綾美 : 漕艇部[64]
  - スポーツ・スポーツ 4年 大坂 昂 : レスリング部[64]
  - スポーツ・スポーツ 4年 大迫 傑 : 競走部[64]
  - スポーツ・スポーツ 4年 桂 拓也 : 軟式庭球部[64]
  - スポーツ・スポーツ 4年 加藤 廉也 : 水泳部[64]
  - スポーツ・スポーツ 4年 北川 隆之介 : 忠平 裕司 : ラクロス部[64]
  - スポーツ・スポーツ 4年 ディーン ロドリック 元気[注 84] : 競走部[64]
  - スポーツ・スポーツ 4年 野澤 啓佑 : 競走部[64]
  - スポーツ・スポーツ 4年 深谷 皇 : 水泳部[64]
  - スポーツ・スポーツ 4年 宮沢 大志 : スキー部[64]
  - スポーツ・スポーツ 4年 山口 大貴 : ラクロス部[64]
  - スポーツ・スポーツ 4年 渡部 善斗 : スキー部[64]
  - 団体 : 庭球部[64]
  - 団体 : 漕艇部[64]
  - 団体 : 競走部[64]
    - 4×100m 男子リレー（須田 隼人、九鬼 巧、竹下 裕希、欠畑 岳）
    - 4×400m 男子リレー（木村 賢太、愛敬 彰太郎、野澤 啓佑、佐藤 拓也）

  - 団体 : スキー部[64]
  - 団体 : スケート部[64]
  - 団体 : バレーボール部[64]
  - 団体 : ハンドボール部[64]
  - 団体 : フェンシング部[64]
  - 団体 : 軟式庭球部[64]
  - 団体 : ソフトボール部[64]

### 第56回（2014年（平成26年））

#### 第56回（2014年）
- 学術賞
  - 政研・修士課程 2年 加藤 言人 : 「Participate with Uncertainty? - What "Don't Know" Responses and a Response Time Reveal About Political Awareness and Political Participation-」[注 85][65]
  - 経研・修士課程 2年 栗原 剛 : 「Is wage differential of the disabled productivity or discrimination?」[注 86][65]
  - 経研・修士課程 2年 周 思寒 : 「家計の省エネ行動におけるリバウンド効果の検証 -エコポイント制度の実証分析-」[65]
  - 文構・文化構想学科 4年 川村 卓也 : 「『雑言奉和』注釈と考察」[65]
  - 文研・修士課程 2年 印南 志帆 : 「神鏡と内侍所女官」[65]
  - 文・文 4年 齊藤 栞 : 「太平洋炭礦での相互信頼の構築 -自立と統合、「最後のヤマ」への労使のあゆみ-」[65]
  - 先進理工研・修士課程 2年 鈴木 晃人 : 「Source-induced RDF Overwhelms RTN in Nanowire Transistor: Statistical Analysis with Full Device EMC/MD Simulation Acelerated by GPU Computing」[注 87][65]
  - スポ科研・博士後期課程 3年 谷澤 薫平 : 「Effects of the interaction between physical exercise, genetic predisposition, and aging on cardiometabolic risk」[注 88][65]
- 芸術賞
  - ハイ・ソサエティ・オーケストラ : 課外活動「株式会社 山野楽器主催「第45回 山野ビッグ・バンド・ジャズ・コンテスト」（全国大会）第1位 最優秀賞受賞」、「太田市 ㈶太田市文化スポーツ振興財団主催「第19回 太田市大学Jazz Festival」優勝」[65]
- スポーツ賞
  - 政経・経済学科 4年 谷崎 悠大 : ラクロス部[65]
  - 社学・社会科学 4年 櫛田 佳佑 : ヨット部[65]
  - 社学・社会科学 4年 鳴澤 眞寿美 : ラクロス部[65]
  - 社学・社会科学 4年 横尾 千里 : ラグビー[65]
  - スポーツ・スポーツ 4年 固城 侑美 : 水泳部[65]
  - スポーツ・スポーツ 4年 合田 祐美子 : 自転車部[65]
  - スポーツ・スポーツ 4年 高月 拓磨 : 軟式庭球部[65]
  - スポーツ・スポーツ 4年 多田 邦徳 : 水泳部[65]
  - スポーツ・スポーツ 4年 中林 惇 : ラクロス部[65]
  - スポーツ・スポーツ 4年 服部 俊介 : ラクロス部[65]
  - スポーツ・スポーツ 4年 林 和希 : 水泳部[65]
  - スポーツ・スポーツ 4年 保坂 健 : レスリング部[65]
  - スポーツ・スポーツ 4年 見附 絵莉 : ウェイトリフティング部[65]
  - 団体 : 庭球部[65]
  - 団体 : 漕艇部[65]
  - 団体 : 軟式庭球部[65]
  - 団体 : スキー部[65]
- 特別賞
  - 教育・複合文化 4年 永井 陽右[66][注 89] : 「学生NGO「日本ソマリア青年機構」の設立とそれに伴う活動」[65]

### 第57回（2015年（平成27年））

#### 第57回（2015年）
- 学術賞
  - 政研・修士課程 2年 堀 純子 : 「インターネットに起因する投票行動の分極化 -組織加入の抑制効果を視野に入れて-」[67]
  - 経研・修士課程 2年 阿部 貴晃 : 「Efficiency and the Core in Cooperative Games with Positive and Negative Externalities」[注 90][67]
  - 基幹理工研・修士課程 2年 古志 知也 : 「伸縮基板上金属廃船に生じるき裂の自己修復」[67]
  - 創造理工研・博士後期課程 3年 高木 悠花 : 「Outogenetic development and termination of photosymbiosis in planktic foraminifers : Photophysiology and stable isotopic siginatures」[注 91][67]
  - 創造理工研・博士後期課程 3年 三浦 智 : 「Suppression of polysulfide dissolution by polypyrrole modification of sulfu-based cathodes in lithium secondary batteries」[注 92][67]
  - 先進理工研・博士後期課程（2015年9月修了） 長井 淳 : 「Crmp4 deletion promotes recovery from spinal cord injury by neuroproteciton and limited scar formation」[注 93][67]
- 芸術賞
  - 文研・博士後期課程 2年 吉田 隼人[注 94] : 歌集『忘却のための試論』書肆侃侃房 2015年12月刊[67]
  - 基幹理工研・修士課程 1年 大石 諸兄 : コンセプトデザイン「Grondarium グランダリウム」[67]
- スポーツ賞
  - 文構・文化構想学科 4年 大山 玲奈 : ライフセービングクラブ[67]
  - 文構・文化構想学科 4年 茂木 栄五郎[注 95][68] : 野球部[67]
  - 社学・社会科学 4年 菊池 萌水 : スケート部[67]
  - 社学・社会科学 4年 吉永 佑大 : ラクロス部[67]
  - 人科・人間情報科学科 4年 榊原 司 : ライフセービングクラブ[67]
  - 人科・人間環境科学科 4年 高柴 瑠衣 : ライフセービングクラブ[67]
  - スポーツ・スポーツ 4年 今井 慎太郎 : 庭球部[67]
  - スポーツ・スポーツ 4年 大島 祐哉[注 96][69] : 卓球部[67]
  - スポーツ・スポーツ 4年 奥山 政幸 : ア式蹴球部[67]
  - スポーツ・スポーツ 4年 小倉 佳祐[注 97] : 体操部[67]
  - スポーツ・スポーツ 4年 加藤 祐佳 : 軟式庭球部[67]
  - スポーツ・スポーツ 4年 古賀 輝 : バドミントン部[67]
  - スポーツ・スポーツ 4年 小林 奈央 : 軟式庭球部[67]
  - スポーツ・スポーツ 4年 齋藤 太一 : バドミントン部[67]
  - スポーツ・スポーツ 4年 島本 拓哉 : ヨット部[67]
  - スポーツ・スポーツ 4年 高木 ひかり : ア式蹴球部[67]
  - スポーツ・スポーツ 4年 瀧川 峻也 : 水泳部[67]
  - スポーツ・スポーツ 4年 中村 克[注 98][70] : 水泳部[67]
  - スポーツ・スポーツ 4年 長田 敦 : 漕艇部[67]
  - スポーツ・スポーツ 4年 根岸 夢 : バスケットボール部[67]
  - スポーツ・スポーツ 4年 畑田 峻希 : ラクロス部[67]
  - スポーツ・スポーツ 4年 藤田 慶和[注 99][71] : ラグビー蹴球部[67]
  - スポーツ・スポーツ 4年 船水 雄太 : 軟式庭球部[67]
  - スポーツ・スポーツ 4年 堀切 梓沙 : ラクロス部[67]
  - スポーツ・スポーツ 4年 吉冨 愛子 : 庭球部[67]
  - 団体 : 庭球部[67]
  - 団体 : 漕艇部[67]
  - 団体 : スキー部[67]
  - 団体 : フェンシング部[67]
  - 団体 : 軟式庭球部[67]
  - 団体 : ライフセービングクラブ（W.L.S.C）[67]

### 第58回（2016年（平成28年））

#### 第58回（2016年）
- 学術賞
  - 法研・博士後期課程 4年 石川 真衣 : 「フランス株式会社法と会社契約理論 -株式会社における物的要素と人的要素についての一考察-」[72]
  - 法研・博士後期課程 4年 根岸 陽太 : 「The Pro Homine Principle's Role in Regulating the Relationship between Conventionality Control and Constitutionality Control」[注 100][72]
  - 文研・博士後期課程 3年 金 志成 : 「Dekonstruktive Momente in Uwe Johnsons Poetik(ウーヴェ・ヨーンゾンの詩学における脱構築的契機）」[72]
  - 文・文学科 4年 根本 育実 : 「山東京伝の洒落本作品における音曲の利用 -めりやすを中心とした一考察-」[72]
  - 文構・文化構想学科 4年 牧野 アンドレ: 「難民と社会 -欧州難民危機とドイツ社会」[72]
  - 商研・修士課程 2年 島田 勝洋 : 「自己株式取得と会計情報 ～自己株式取得によるEPSへの影響の視点から～」[72]
  - 基幹理工研・博士後期課程 3年 安達 眞聡 : 「Dynamics of Electromagnetic Particles and Its Application for Mitigation and Utillization Technologies of Regolith on Moon, Mars, and Asteroids」[注 101][72]
  - 基幹理工研・修士課程 2年 小林 直史 : 「Microfluidic White Organic Light-Emitting Diode Based on Intergrated Patterns of Greenish-Blue and Yellow solvent-Free Liquid Emitters」[注 102][72]
  - 基幹理工研・博士後期課程 2年 齋藤 翔太 : 「Evaluation of Overflow Probability of Bayes Code in Moderate Deviation Regime」[注 103][72]
  - 創造理工研・修士課程 2年 藤井 祥万 : 「Material and heat flow analysis in thermal energy storage and transport system utilizing unused heat from bagasse boiler」[注 104][72]
  - 先進理工研・博士後期課程 3年 岸本 彩 : 「Study of ultra-cinoact Compton camera based on 3-D position sensitive scintillator for environmental and medical gamma-ray imaging」[注 105][72]
- スポーツ賞
  - 政経・政治学科 2016年9月卒業 芦田 創 : 競走部[72]
  - 教育・理学科 4年 岩渕 幸洋[73] : 卓球部[72]
  - スポーツ研（1年制コース） 久保倉 里美[注 106] : 体育各部以外
  - スポーツ・スポーツ 4年 川原 奈央 : ア式蹴球部[72]
  - スポーツ・スポーツ 4年 小林 諭果 : スキー部[72]
  - スポーツ・スポーツ 4年 瀬戸 大也[注 107][74] : 水泳部[72]
  - スポーツ・スポーツ 4年 多胡島 伸佳 : レスリング部[72]
  - 国コミ研・修士課程 國米 櫻 : 空手部[72]
  - 国教・国際教養 2016年3月卒業 尾崎 弘和 : 体育各部以外[72]
  - 団体 : 庭球部[72]
  - 団体 : 漕艇部[72]
  - 団体 : 水泳部[72]
  - 団体 : ア式蹴球部[72]
  - 団体 : 卓球部[72]
  - 団体 : フェンシング部[72]
  - 団体 : 軟式庭球部[72]
  - 団体 : 少林寺拳法部[72]
- 特別賞
  - 社学・社会科学 4年 高倉 佑一朗 : 「各種珠算競技大会における優勝およびフラッシュ暗算競技世界記録の達成」[72]

### 第59回（2017年（平成29年））

#### 第59回（2017年）
- 学術賞
  - 経研・博士後期課程 2年 阿部 貴晃 : 「Stable Coalition Structures in Symetric Majority Games : A Coincidence between Myopia and Farsightedness」[注 108][75]
  - 教育学研・修士課程 2年 大野 由貴 : 「『源氏物語』女房の敬称 - 「おもと」をめぐって -」[75]
  - 教育学研・博士後期課程 2年 雪田 友成 : 「Growth rates of 3-dimensional hyperbolic Coxeter groups are Perron numbers」[注 109][75]
  - 基幹理工研・修士課程 2年 岩田 吉丘 : 「折り畳みによる局所曲げ変形を用いた伸縮デバイスおよび自己折り畳み手法の提案」[75]
  - 創造理工学研・博士後期課程 1年印 吉川 絵麻 : 「土質系材料の放射線遮蔽性能の定量評価」[75]
  - 人科研・博士後期課程 3年 富田 望 : 「社交不安における自己注目と注意バイアスの統一的理解」[75]
  - 人科・人間環境科学科 4年 後宮 晴 : 「宮城県気仙沼市唐桑町鮪立地区における民宿の魅力 - 「唐桑御殿つなかん」に人が集まる理由の検証 -」[75]
- 芸術賞
  - 創造理工学研・修士課程 2年 鈴木 辰巳 : 「ROME 'GREEN' CHAPEL -ローマ・緑の教会-」[75]
- スポーツ賞
  - 文構・文化構想学科 4年 細見 千明 : ラクロス部[75]
  - 教育・社会科 4年 鈴木 潤一 : ラクロス部[75]
  - 商 4年 田口 えり花 : 漕艇部[75]
  - 社学・社会科学科 4年 小川 彩也香 : スキー部[75]
  - 社学・社会科学科 4年 徳用 万里奈 : 水泳部[75]
  - 社学・社会科学科 4年 平久保 安純 : 軟式庭球部[75]
  - スポーツ・スポーツ 4年 山元 豪 : スキー部[75]
  - スポーツ・スポーツ 4年 宇田 彬人 : スキー部[75]
  - スポーツ・スポーツ 4年 生瀬 永人 : ウェイトリフティング部[75]
  - スポーツ・スポーツ 4年 岡田 奎樹 : ヨット部[75]
  - スポーツ・スポーツ 4年 奥川 千沙 : ア式蹴球部[75]
  - スポーツ・スポーツ 4年 加藤 修也 : 競走部[75]
  - スポーツ・スポーツ 4年 香山 芳美 : レスリング部[75]
  - スポーツ・スポーツ 4年 木野田 沙帆子 : 漕艇部
  - スポーツ・スポーツ 4年 坂井 聖人[注 110][76] : 水泳部[75]
  - スポーツ・スポーツ 4年 佐々木 聖花 : 軟式庭球部[75]
  - スポーツ・スポーツ 4年 佐々 紫苑 : 馬術部[75]
  - スポーツ・スポーツ 4年 鈴木 準弥 : ア式蹴球部[75]
  - スポーツ・スポーツ 4年 滝沢 こずえ : スキー部[75]
  - スポーツ・スポーツ 4年 中西 貴映 : バドミントン部[75]
  - スポーツ・スポーツ 4年 永松 礼 : ヨット部[75]
  - スポーツ・スポーツ 4年 中村 みづき : ア式蹴球部[75]
  - スポーツ・スポーツ 4年 平國 瑞希 : ア式蹴球部[75]
  - スポーツ・スポーツ 4年 松本 達希 : スキー部[75]
  - スポーツ・スポーツ 4年 松原 有沙 : ア式蹴球部[75]
  - 団体 : 庭球部[75]
  - 団体 : 漕艇部[75]
  - 団体 : スキー部[75]
  - 団体 : 卓球部[75]
  - 団体 : フェンシング部[75]
  - 団体 : 軟式庭球部[75]
  - 団体 : バドミントン部[75]
- 特別賞
  - 文・文 5年 原貫太 : 「アフリカの元子ども兵士や難民の支援等のNGO活動及び本の出版、講演、ソーシャルメディアでの発信による啓発活動」[75]
  - 基幹理工学研・修士課程 2年 依田 大輝 : 「大学発新産業創出プログラムの推進と画期的な羽ばたき型飛翔ロボットの開発」[75]
  - 思惟の森の会[77] : 課外活動 岩手県田野畑村「思惟の森」における、森づくり・環境教育・地域連携活動[75]

### 第60回（2018年（平成30年））

#### 第60回（2018年）
- 学術賞
  - 経研・修士課程 1年 金子 周平 : 「Does Traditional Price Policy Work for Achieving Low Smoking Rate? - Empirical and Theoretical Evaluation Based on the United States Aggregated Date -」[注 111][78]
  - 文研・博士後期課程 4年 田部 知季 : 「明治俳句言語史の研究 -子規・虚子・碧梧桐を中心に-」[78]
  - 文・文学科 4年 小池絵千花 : 「「関ヶ原」地名の発祥と慶長庚子の乱」[78]
  - 経管研・専門職学位課程 2年 瀬戸 徹也 : 「ICOの諸問題と今後の活用可能性についての考察」[78]
  - 基幹理工研・博士後期課程 3年 権藤 詩織 : 「Ductility measurement method of a drawn fine high carbon steel wire and effective microstructure for high ductility」[注 112][78]
  - 創造理工研・博士後期課程 3年 津村 遼介 : 「Planning of CT-Guided Accurate Extra-fine Needle Insertion in Lower-abdomen」[注 113][78]
  - 創造理工研・修士課程 2年 大矢 貴史 : 「人工細胞組織の高精度モニタリングが可能な薄膜センサの開発」[注 114][78]
  - 先進理工研・一貫制博士課程 5年 谷口 卓也 : 「Walking and rolling of crystals induced thermally by phase transition」[注 115][78]
  - 先進理工研・修士課程 2年 坂本 暁祐 : 「Highly flexible transparent electrodes based on mesh-patterned rigid indium tin oxide」[注 116][78]
  - 先進理工研・修士課程 1年 粥川 青汰 : 「BBeep: A Sonic Collision Avoidance System for Blind Travellers and Nearby Pedestrians」[注 117][78]

- スポーツ賞（個人）
  - 政経・経済学科 4年 菊地 智貴 : ラクロス部[79]
  - 政経・経済学科 4年 後藤 功輝 : ラクロス部[79]
  - 政経・経済学科 4年 神宮 泰祐 : ヨット部[79]
  - 社会・社会科学科 4年 安藤 優作 : 軟式庭球部[79]
  - 社会・社会科学科 4年 金子 怜生 : 漕艇部[79]
  - 社会・社会科学科 4年 狐塚 佑姫 : アーチェリー部[79]
  - 人科通信教育課程・人間情報科学科 8年 吉田 麻也[注 118][80][79]
  - スポーツ・スポーツ科学科 2018年9月卒業 福田 倫史 : 山岳部[79]
  - スポーツ・スポーツ科学科 5年 野本 周成 : 競走部[79]
  - スポーツ・スポーツ科学科 4年 安嶋 千晶 : ウェイトリフティング部[79]
  - スポーツ・スポーツ科学科 4年 尾崎 光 : 漕艇部[79]
  - スポーツ・スポーツ科学科 4年 柏木 麻希 : ウェイトリフティング部[79]
  - スポーツ・スポーツ科学科 4年 狩野 愛巳 : フェンシング部[79]
  - スポーツ・スポーツ科学科 4年 河野 朱里 : ア式蹴球部[79]
  - スポーツ・スポーツ科学科 4年 木付 優衣 : ア式蹴球部[79]
  - スポーツ・スポーツ科学科 4年 熊谷 汐華 : ア式蹴球部[79]
  - スポーツ・スポーツ科学科 4年 古賀 穂 : バドミントン部[79]
  - スポーツ・スポーツ科学科 4年 斉川 尚之 : アメリカンフットボール部[79]
  - スポーツ・スポーツ科学科 4年 才藤 歩夢 : 体育各部以外（近代五種）[79]
  - スポーツ・スポーツ科学科 4年 坂井 勇仁 : 庭球部[79]
  - スポーツ・スポーツ科学科 4年 高橋 一矢 : 体操部[79]
  - スポーツ・スポーツ科学科 4年 田中 真美子 : バスケットボール部[79]
  - スポーツ・スポーツ科学科 4年 知念 勇斗 : ウェイトリフティング部[79]
  - スポーツ・スポーツ科学科 4年 仲野 春花 : 競走部[79]
  - スポーツ・スポーツ科学科 4年 野村 翼 : アーチェリー部[79]
  - スポーツ・スポーツ科学科 4年 舩見 真奈 : アーチェリー部[79]
  - スポーツ・スポーツ科学科 4年 船水 颯人 : 軟式庭球部[79]
  - スポーツ・スポーツ科学科 4年 星野 慎平 : 軟式庭球部[79]
  - スポーツ・スポーツ科学科 4年 三浦 紗津紀 : ア式蹴球部[79]
  - スポーツ・スポーツ科学科 4年 村岡 桃佳[注 119] : スキー部[79]
  - スポーツ・スポーツ科学科 4年 米川 志保 : 漕艇部[79]
  - スポーツ・スポーツ科学科 4年 米澤 圭 : レスリング部　[79]
  - スポーツ・スポーツ科学科 4年 渡辺 一平[注 120][81] : 水泳部[79]
  - スポーツ・スポーツ科学科 4年 渡部 香生子[注 121][82] : 水泳部[79]　
  - スポーツ・スポーツ科学科 4年 渡邊 聖未 : 柔道部[79]
- スポーツ賞（団体）
  - 庭球部 : 「第71・72回 全日本大学対抗テニス王座決定試合 男子団体優勝（14年連続）」[79]
  - バレーボール部 : 「第70・71回 秩父宮賜杯全日本バレーボール大学男子選手権大会 優勝（2年連続）」[79]
  - バドミントン部 : 「第68・69回 全日本学生バドミントン選手権大会 男子団体優勝（2年連続）」[79]　
  - 早大バーベルクラブ : 「第52・53回 全日本学生ボディビル選手権大会 団体の部 優勝（2年連続）」[79]
- 特別賞
  - 創造理工研・修士課程 2年 家入 祐也 : 「ウォークラリーアプリ「まちなび」の開発、MyShop発見ツアーの推進を通じた商店街振興による地域連携活動」[78]
  - 社学・社会科学科 5年 原子 弘務 : 「珠算競技における全国大会の優勝および世界大会の上位入賞」[78]

### 第61回（2019年（平成31年/令和元年））

#### 第61回（2019年）
- 学術賞
  - 政研・博士後期課程 5年 安中 進  :「貧困の政治経済学」[83]
  - 文・文学科 4年 石川 かれん :「近代日本“日記体小説”試論- 書くという営みをめぐって-」[83]
  - 文・文学科 4年 金子麻詩歩 :「ウィリアム・モリス「後期散文 ロマンス群」研究」[83]
  - 文・文学科 4年 田部井 隼人 :「死の知らせ」のうわさ話にみる 戦死者の記憶と表象」[83]
  - 創造理工研・修士課程 2年 小野 緋呂美 :「奈良時代の石山寺仏堂における 屋根造作に関する研究」[83]
  - 創造理工研・修士課程 2年 斎藤 菜美子  :「Tool-use Model Considering Tool Selection by a Robot using Deep Learning(ディープラーニン グを用いたロボットによる道具の 選択を考慮した道具使用モデル)」[83]
  - 先進理工研・博士後期課程 3年 大池 輝 :「Rolls of Sex Steroid Hormones in Sex Determination and Sex Reversal in Amphibians(両生類 の性決定及び性転換における性ス テロイドホルモンの役割)」[83]
  - 先進理工研・博士後期課程 2年 中塚 貴之 :「 Audio-guided Video Interpolation via Human Pose Features(人の姿勢特徴量を活用 した入力音に基づく映像補間)」[83]
  - 先進理工研・修士課程 2年 夏目 亮太 :「 SiCloPe: Silhouette-Based Clothed People(複数枚のシルエ ットを用いた着衣人物の三次元形 状復元)」[83]
  - 人科研・修士課程 2年 山田 晴也 :「Expression profile of the STAND protein Nwd1 in the developing and mature mouse central nervous system(発生段階及び成体マウス中 枢神経系における STAND タンパク質Nwd1 の発現解析)」[83]
- 芸術賞
  - 創造理工研・修士課程 2年 稲葉 隆太、小林 圭介、早川 玲未 :「Genova・Crossing Plaza (ジェノヴァ・交わりの広場)」[83]
  - 創造理工研・修士課程 2年 戸田 弘志、芝入 光希、森 伽原 :「COMMON RUINS "Crossing the Boundaries"(境界面の横断)」[83]
  - 創造理工研・修士課程 1年 田淵 ひとみ、富樫 遼太、秋山 幸穂 :「大地の萌芽更新 -「土地あまり 時代」におけるブラウンフィール ドの Renovation 計画-」[83]

- スポーツ賞
  - 政経・経済学科 4年 柴崎 哲平 : 米式蹴球部[84]
  - 法 4年 青木 俊汰 : ラクロス部[84]
  - 法 4年 海老原 崇 教育 5年(2019/09 卒業) : ヨット部[84]
  - 社学・社会科学科 4年 高野 智史 : ラクロス部[84]
  - 社学・社会科学科 4年 小野 泰輔 :  ラクロス部[84]
  - 社学・社会科学科 4年 勝本 勇人 : ラクロス部[84]
  - スポーツ・スポーツ 5年 加藤 雅樹 : ア式蹴球部[84]
  - スポーツ・スポーツ 5年 千葉 朔海 : 射撃部[84]
  - スポーツ・スポーツ 5年 松山 恭助 : フェンシング部[84]
  - スポーツ・スポーツ 4年 石川 将之 : スケート部[84]
  - スポーツ・スポーツ 4年 石島 瑶子 : スキー部[84]
  - スポーツ・スポーツ 4年 宇井 大和 : レスリング部[84]
  - スポーツ・スポーツ 4年 内本 隆文 : 軟式庭球部 [84]
  - スポーツ・スポーツ 4年 加納 虹輝 : フェンシング部 [84]
  - スポーツ・スポーツ 4年 河崎 羽珠愛 : 体操部 [84]
  - スポーツ・スポーツ 4年 島袋 将 : 庭球部 [84]
  - スポーツ・スポーツ 4年 中田 珠未 : バスケットボール部 [84]
  - スポーツ・スポーツ 4年 檜村 篤史 : 野球部[84]
  - スポーツ・スポーツ 4年 福岡 高輝 : 野球部[84]
  - スポーツ・スポーツ 4年 堀江 友裕 : バレーボール部[84]
  - スポーツ・スポーツ 4年 山崎 弥十朗 : レスリング部[84]
  - スポーツ・スポーツ 4年 山本 涼太 : スキー部[84]
- スポーツ賞
  - 団体 : 漕 艇 部 [84]
  - 団体 : 競 走 部 [84]
  - 団体 : フェンシング部 [84]
  - 団体 : 準硬式野球部[84]
  - 団体 : ラクロス部[84]
- 特別賞
  - 先進理工研・博士後期課程 2年 栄田 源 : 「健康社会の実現に向けた全自動歯 ブラシの研究開発と事業化」

### 第62回（2020年（令和2年））

#### 第62回（2020年）
- 学術賞
  - 先進理工学部 4年　栗林　雅希:
  - 政治経済学部 4年 木村 梨香 : 夏季五輪の新聞報道におけるジェンダー表象はどのように変化したのか[85]
  - 文学研究科・博士後期課程 4年 穴井 潤 : 私家集とその編纂意識の研究[85]
  - 基幹理工学研究科・修士課程 1年 武内 太貴 : The Keller-Segel system ofparabolic-parabolic homogeneous Besov framework[85]
  - 基幹理工学研究科・博士後期課程 2年 後藤 佑一 : Discriminant analysis based on binary time series [85]
  - 創造理工学研究科・修士課程 2年 髙桑 聖仁 : Nanograting Structured Ultrathin Substrate forUltraflexible Photovoltaics[85]
  - 先進理工学研究科・修士課程 1年 田中 啓太郎 : Multi-Instrument Music Transcription Based on Deep Spherical Clustering of Spectrograms and Pitchgrams[85]
  - 先進理工学研究科 一貫制博士課程4年 岡 弘樹 : Development of Electron/Proton Conducting Quinone-Based Redox Polymers for Energy Storage [85]
  - 人間科学研究科 博士後期課程 4年 髙橋 徹 : うつ・不安に対するマインド フルネス介入の作用機序の検討── 反応しないスキルの主観指標と脳波 指標の役割── [85]
- スポーツ賞
  - 政治経済学部 4年 平塚 弘喜 : ラクロス部[86]
  - 先進理工学部 4年 鷹尾 一成 : 自動車部[86]
  - 社会科学部 4年 木元 風哉 : テニス部[86]
  - 人間科学部 (2020/9 卒業) 羽生結弦[注 122] : フィギュアスケート[86]
  - スポーツ科学部 4年 木村 勇喜 : ウエイトリフティング部[86]
  - スポーツ科学部 4年 安倍 大成 : 自動車部 [86]
  - スポーツ科学部 4年 伊東 利来也 : 陸上部 [86]
  - スポーツ科学部 4年 上松 俊貴 : 軟式テニス部[86]
  - スポーツ科学部 4年 内山 由綺 : 体操部[86]
  - スポーツ科学部 4年 小林 千佳 : スキー部[86]
  - ヨット部 スポーツ科学部 5 年 田中 美沙樹 : ヨット部[86]
  - スポーツ科学部 4年 木村 勇喜 : ウエイトリフティング部[86]
  - スポーツ科学部 4年 鈴木 梨羅 : ウエイトリフティング部[86]
  - テニス部 スポーツ科学部 4年 清水 映里 : テニス部[86]
  - スポーツ科学部 4年 竹内 智哉 : 水泳部[86]
  - スポーツ科学部 4年 田中 優之介 : テニス部[86]
  - スポーツ科学部 4年 知念 勇樹 : ウエイトリフティング部[86]
  - スポーツ科学部 4年 戸田 妃乃子 : ウエイトリフティング部[86]
  - スポーツ科学部 4年 幌村 尚 : 水泳部[86]
  - スポーツ科学部 4年 松本 茉奈加 : ア式蹴球部[86]
  - スポーツ科学部 4年 宮浦 健人 : バレーボール部[86]
  - スポーツ科学部 4年 村上 真帆 : ア式蹴球部[86]
  - スポーツ科学部 4年 村山 豪 : バレーボール部[86]
  - スポーツ科学部 4年 梁 賢柱 : ア式蹴球部 [86]
  - スポーツ科学部 4年 吉見 彩 : ラクロス部 [86]
  - 国際教養学部 5年 ブレナン 翼 :  米式蹴球部[86]
  - 団体 : バレーボール部[86]

### 第63回（2021年（令和3年））

#### 第63回（2021年）
- 学術賞
  - 政治学研究科・博士後期課程（2021年7月学位取得）渡邉 有希乃：日本の公共工事調達と「競争」―工事事業者の決定を巡る行政運営の合理性[87]
  - 経済学研究科・博士後期課程 5年 チャトパディヤイ・ムリドゥチャンダ：Subjective probabilistic expectations, household air pollution, and health: Evidence from cooking fuel use patterns in West Bengal, India.[87]
  - 文学研究科・修士課程 2年 青池 瞳：ジャン/ハンス・アルプとゾフィー・トイバー＝アルプの芸術活動における自律と連帯―（グリッド）を中心に―[87]
  - 文学研究科・博士後期課程（2022年1月学位取得）楽 曲：上代漢文学と律令国家[87]
  - 先進理工学研究科・博士後期課程 3年 戸谷 勇輝：淡水産巻貝における絶食による学習能力の調節とその機序[87]
  - 人間科学研究科・博士後期課程 3年 吉田 太樹：脳卒中患者を対象としたリハビリテーションに対する動機づけとアウトカムの関連性に関する研究[87]

- スポーツ賞（個人）
  - 教育学部 4年 牧野紘子 ： 水泳部[87]
  - 社会科学部 4年 笹尾明日香 ： 卓球部[87]
  - スポーツ科学部 4年 佐藤 千夏 ： 水泳部[87]
  - スポーツ科学部 4年 山内大夢 ： 陸上部[87]
  - スポーツ科学部 4年 大井栞 ： スキー部[87]
  - スポーツ科学部 4年 五十嵐史弥 ： 卓球部[87]
  - スポーツ科学部 4年 須崎優衣[注 123] ： レスリング部[87]
  - スポーツ科学部 4年 安楽 龍馬 ： レスリング部[87]
  - スポーツ科学部 4年 松尾 虎太郎 ： レスリング部[87]
  - スポーツ科学部 4年 中野慎詞 ： 自転車部[87]
  - スポーツ科学部 4年 生頼 啓輝 ： ウェイトリフティング部[87]

- スポーツ賞（団体）
  - 庭球部[87]
  - 競走部[87]
  - スキー部[87]
  - 自動車部[87]
  - ヨット部[87]
  - フェンシング部[87]

- 特別賞
  - 創造理工学研究科・修士課程 2年 安倍悠朔：機械工学における基礎学理の深化および社会実装の一体的推進[87]

### 第64回（2022年（令和4年））

#### 第64回（2022年）
- 学術賞
  - 文学部 4年 三橋 美季：句題和歌研究[88]
  - 基幹理工学研究科・博士後期課程 3年 浅井 大晴：Numerical verification for asymmetric solutions of the Hénon equation on bounded domains[88]
  - 先進理工学研究科・修士課程 2年 衛藤 倫太郎：Low-Energy Excitations of Skyrmion Crystals in a Centrosymmetric Kondo-Lattice Magnet: Decoupled Spin-Charge Excitations and Nonreciprocity[88]
  - 政治学研究科・博士後期課程 3年 菊池 柾慶：How does war affect cultural tolerance? Evidence from concert programs, 1900-60[88]
  - 人間科学部 4年 内田 建：「持続可能な福井」に資する暮らしの可視化 −データビジュアライゼーションによる 福井県の EBPM−[88]
  - アジア太平洋研究科・博士後期課程（研究指導終了退学）董 聡利：松本重治研究 −「世界の日本」をめぐる模索 −[88]
  - 社会科学部 4年 上村 春佳：視聴覚的テンポを考慮したテレビ CM の広告効果分析[88]
  - 人間科学部通信教育課程 市川 沙央：障害者表象と現実社会の相互影響について[88]
  - 基幹理工学研究科・博士後期課程 3年 田畑 千尋：Quantitative analysis of sulfur segregation at the oxide/substrate interface in Ni-base single crystal superalloy[88]
  - 文学研究科・博士後期課程 3年 甲斐 温子：室町時代における『万葉集』享受の研究[88]
  - 経済学研究科・博士後期課程（研究指導終了退学） 阿部 達也：Welfare Effects of Fuel Tax and Feebate Policies in the Japanese New Car Market[88]

- スポーツ賞（個人）
  - 社会科学部 4年 石川 琴実： 庭球部[88]
  - 社会科学部 4年 茂内 さくら： 漕艇部[88]
  - スポーツ科学部 4年 吉田 理恵： 水泳部[88]
  - スポーツ科学部 4年 廣瀬 崚： スキー部[88]
  - スポーツ科学部 4年 谷地 宙： スキー部[88]
  - スポーツ科学部 4年 伊藤 誠悟： スピードスケート部[88]
  - スポーツ科学部 4年 黒野 葵衣： 卓球部[88]
  - スポーツ科学部 4年 大塚 達宣： バレーボール部[88]
  - スポーツ科学部 4年 鈴木 歩夢： レスリング部[88]
  - 社会科学部 4年 最上 佳樹： 自動車部[88]
  - スポーツ科学部 4年 鈴木 義弘： ヨット部[88]
  - スポーツ科学部 4年 川村 京太： フェンシング部[88]
  - スポーツ科学部 4年 緑川 大輝： バドミントン部[88]
  - 法学部 4年 江森 大希： ワンダーフォーゲル部[88]
  - スポーツ科学部 4年 稲垣 那奈子： ゴルフ部[88]
  - スポーツ科学部 4年 柏木 良太： ウエイトリフティング部[88]
  - スポーツ科学部 4年 佐藤 康太郎： ウエイトリフティング部[88]
  - スポーツ科学部 4年 鈴木 莉乃： ウエイトリフティング部[88]
  - スポーツ科学部 4年 原 沙織： ウエイトリフティング部[88]
  - スポーツ科学部 4年 吉武 温子： ウエイトリフティング部[88]
  - 社会科学部 4年 板場 貴大： ライフセービング部[88]
  - スポーツ科学部 4年 髙須 快晴： ライフセービング部[88]
  - スポーツ科学部 4年 永野元 佳乃：アイスホッケー部[88]
  - スポーツ科学部 4年 小山 玲弥： アイスホッケー部[88]
  - スポーツ科学部 4年 山下 光： アイスホッケー部[88]
  - スポーツ科学部 4年 畠田 瞳： 体操部[88]
  - 人間科学部通信教育課程 町田 浩樹： サッカー部[88]
  - スポーツ科学部 祖父江 凛： スキー部[88]
  - スポーツ科学部 務 慎太郎： スケート部[88]

- スポーツ賞（団体）
  - 競走部[88]
  - 自動車部[88]
  - ウエイトリフティング部[88]